# 新幹線戰士登場機體列表
《新幹線戰士》是在日本動畫作品《新幹線戰士》系列中出現的巨大機械人。

## 超進化研究所的新幹線戰士

### 原型機種

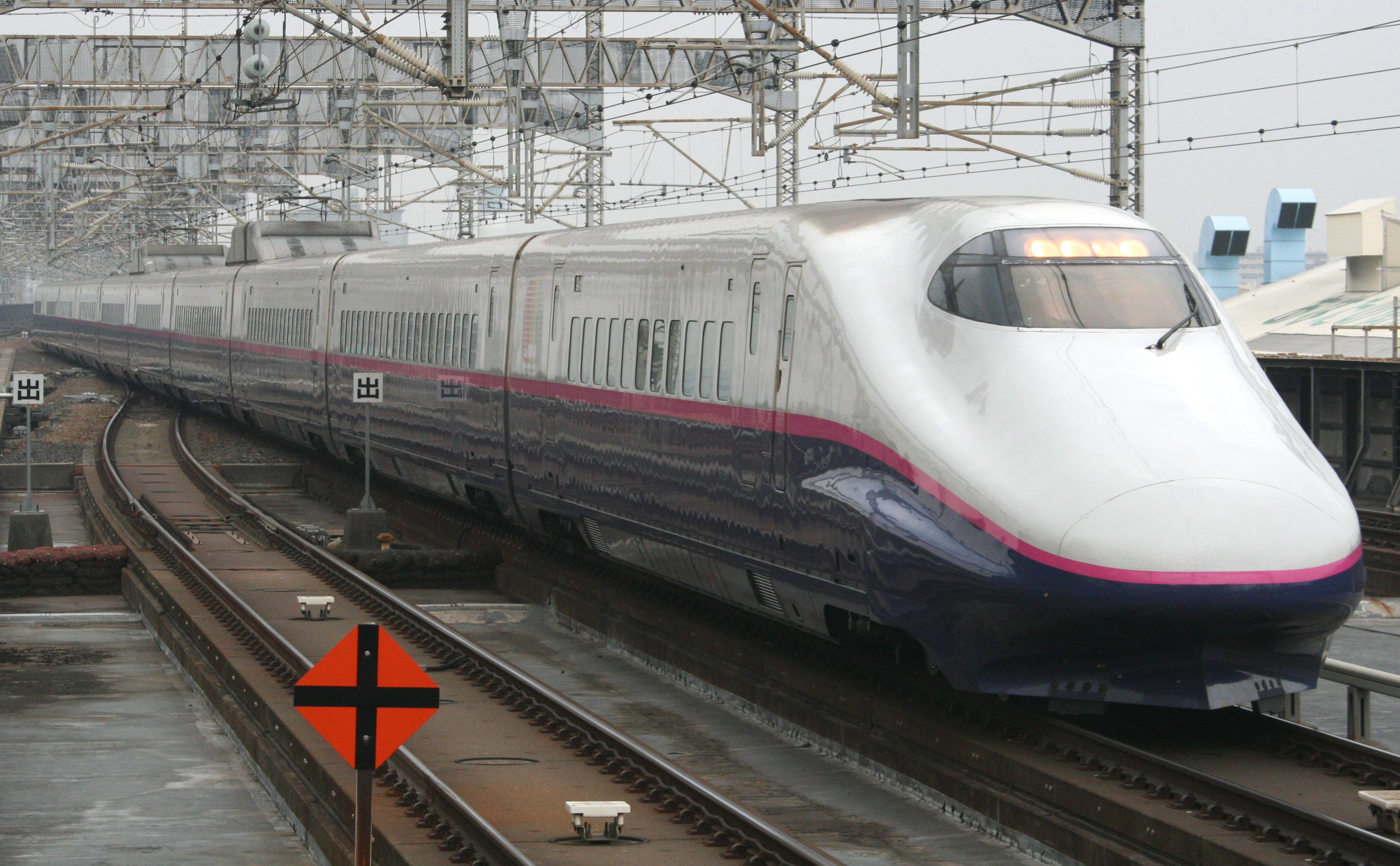
E2系

新幹線戰士E2
超進化研究所成立初期以達成超進化速度為目標、以新幹線E2系為原型製造的試驗列車，其駕駛艙亦作為早期培訓新幹線戰士駕駛員的場地。尚未具備變形機能。8年前「第一次超進化速度到達實驗」中由新幹線戰士開發負責人八代伊三郎親自駕駛，卻由於不明原因於測試隧道中自爆，整列車連同其駕駛失去蹤影，僅餘下後尾車保存於大宮支部的地下機庫內，實際上為與八代一同傳送至地底世界並最終改造成為黑色新幹線戰士。新幹線模式為新幹線E2系0番台。初次登場於第28話出水司令的回憶畫面中。

### 初代新幹線戰士

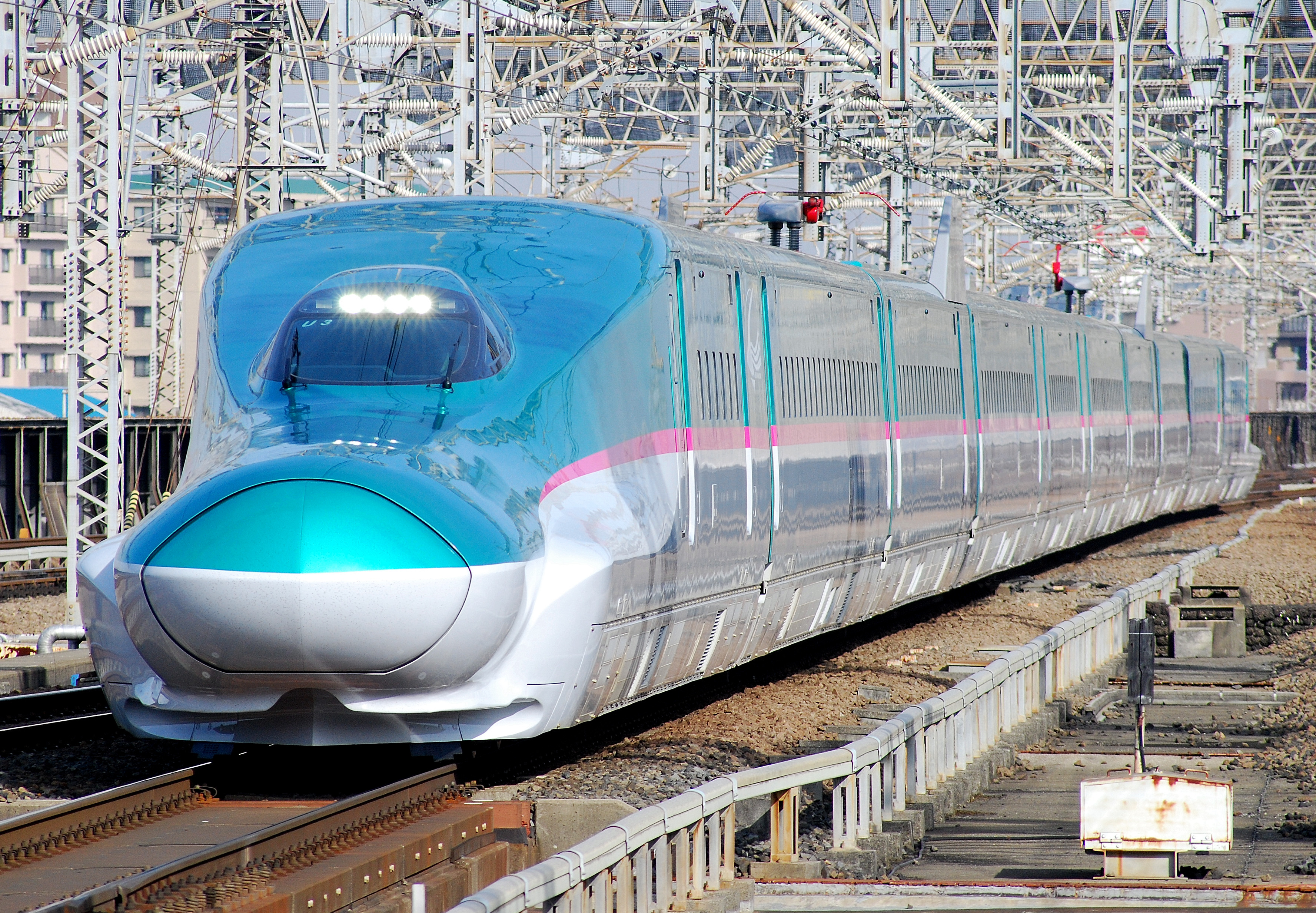
E5系

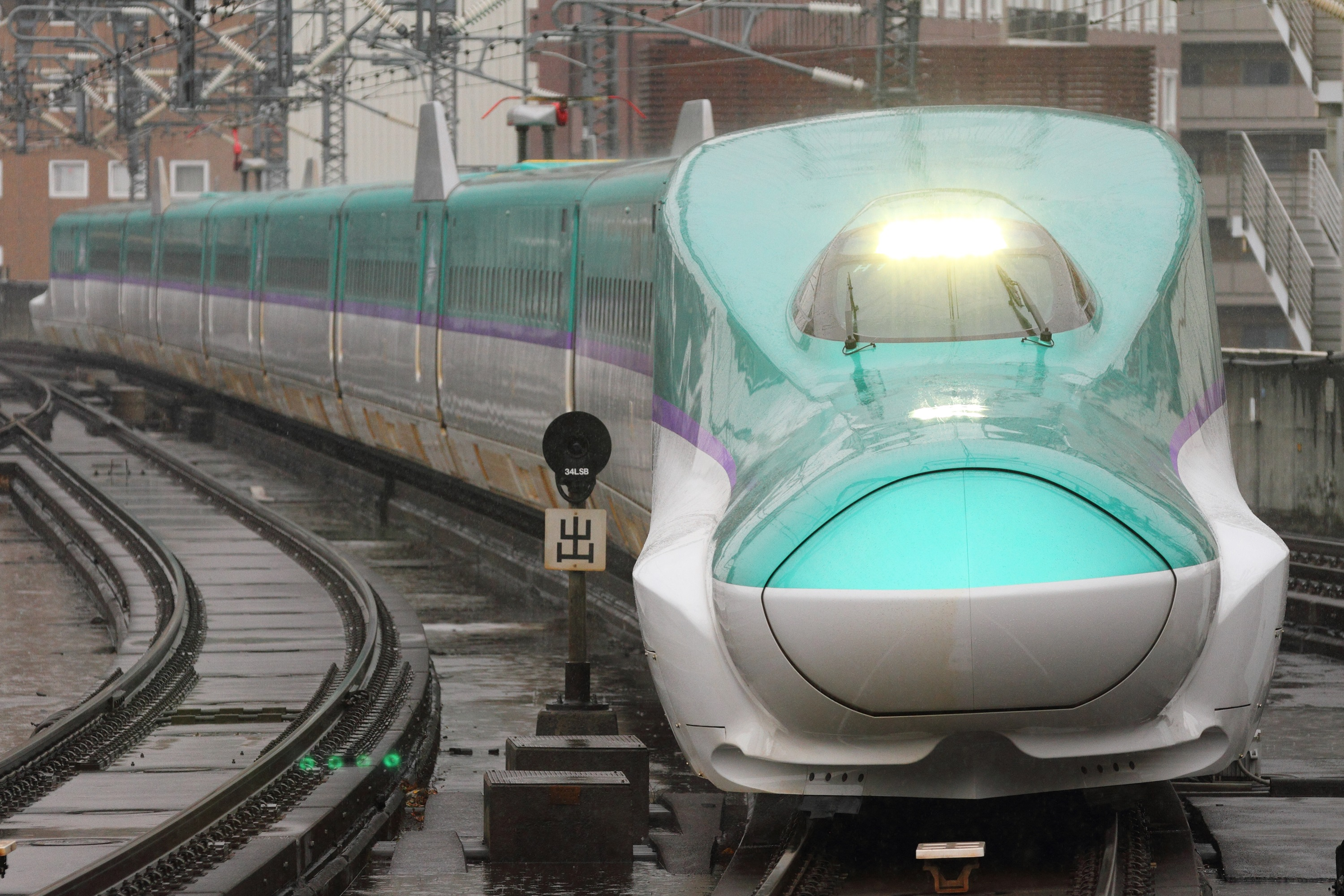
H5系

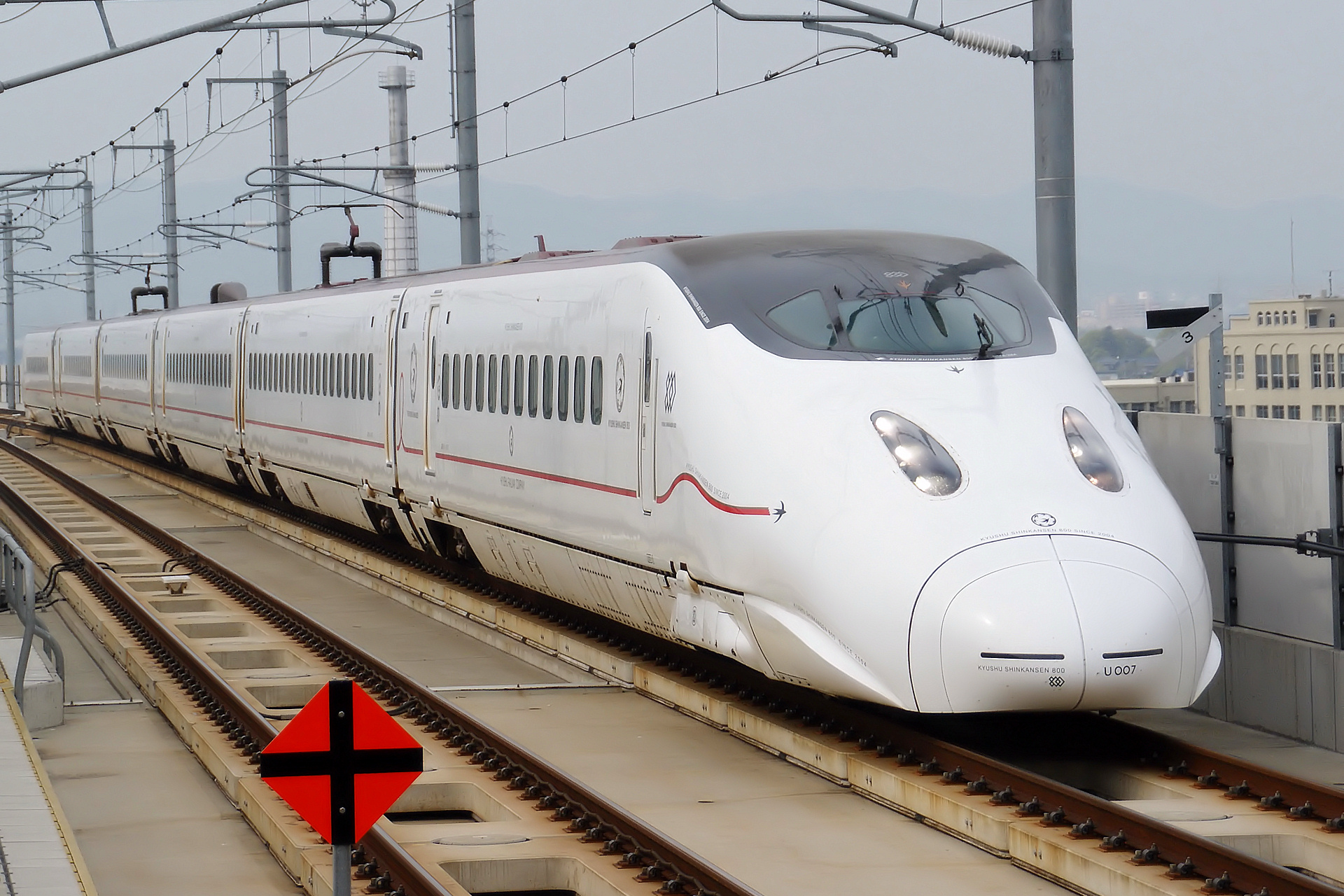
800系

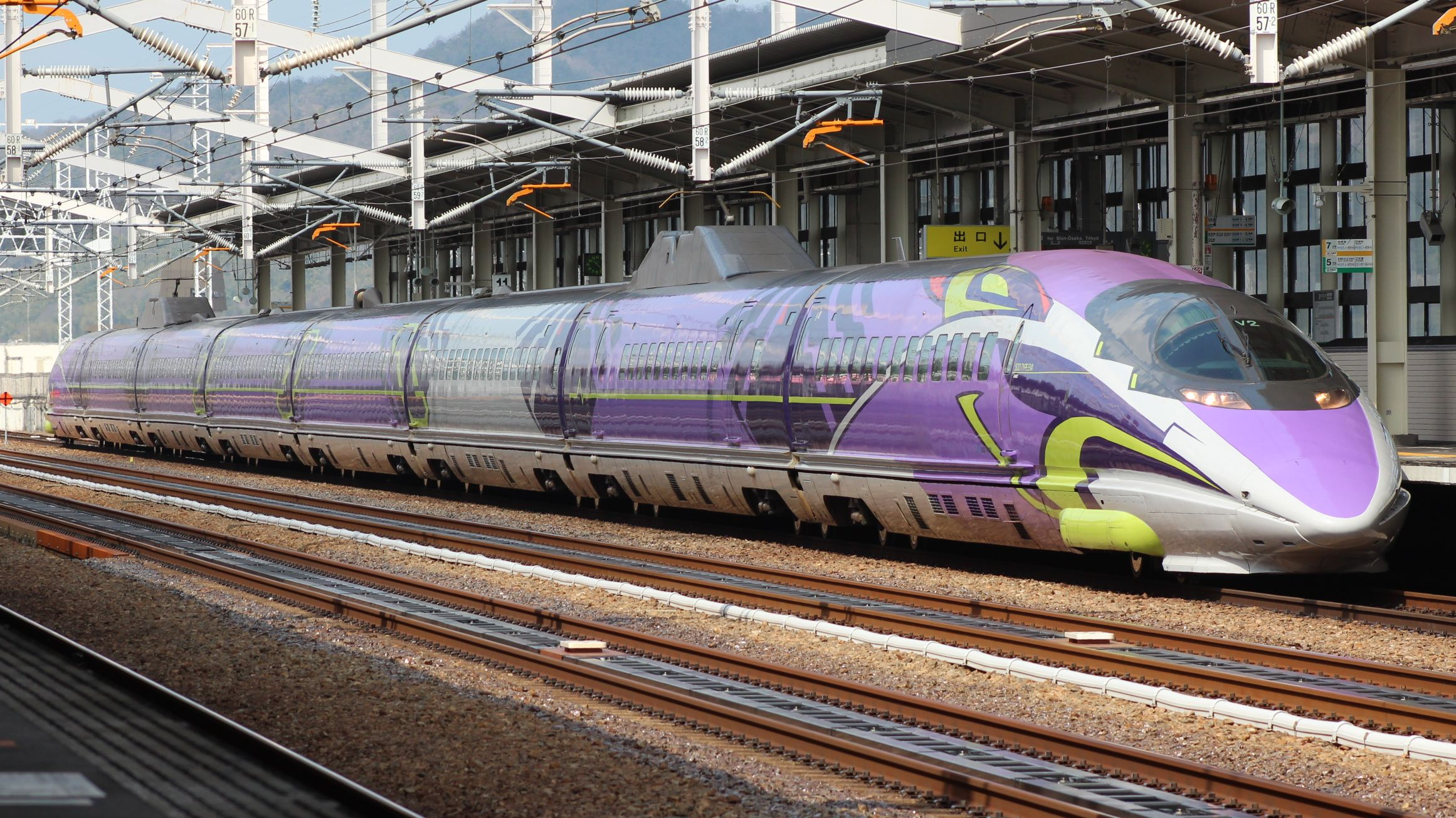
500系V2編組 500 TYPE EVA塗裝

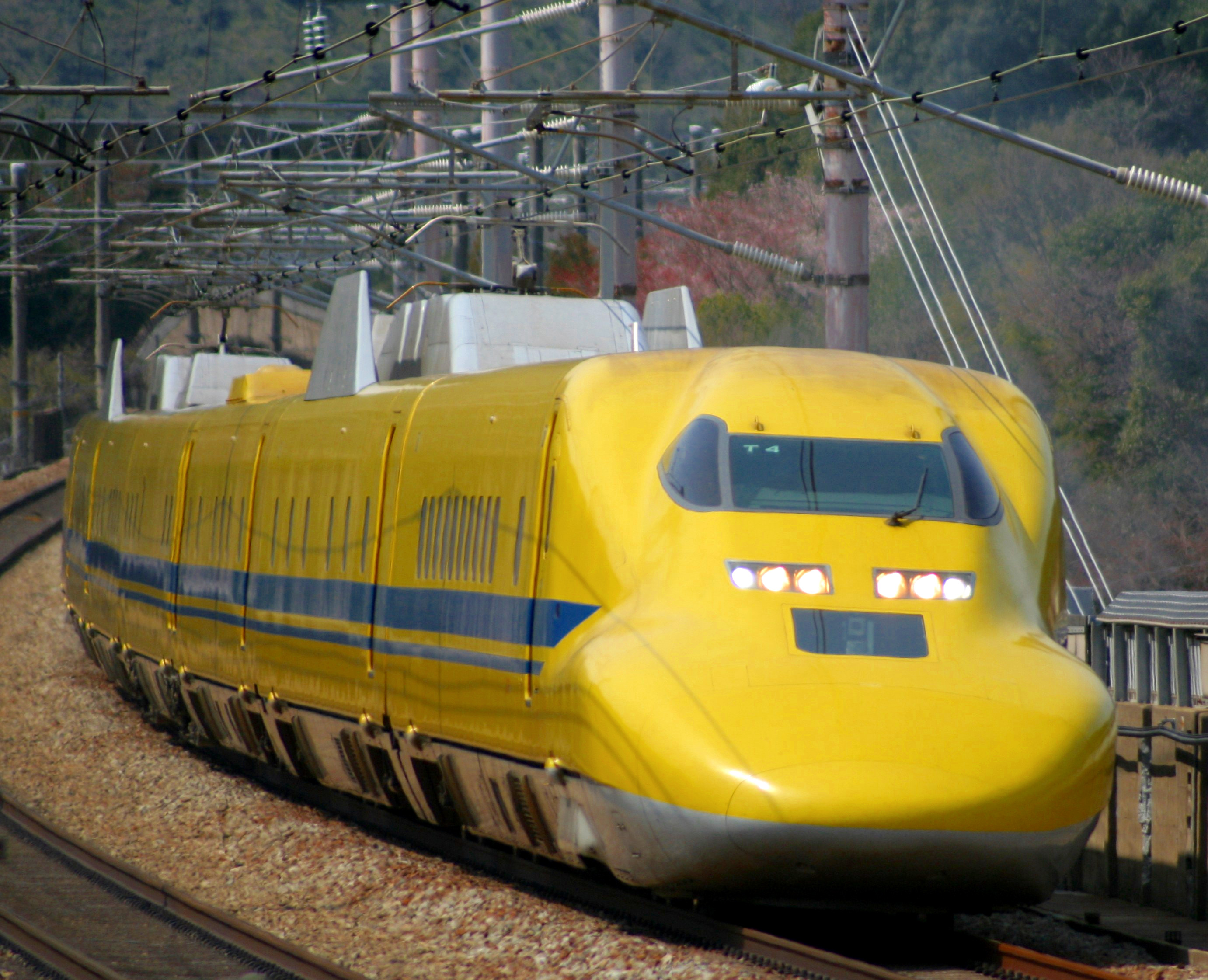
923型

新幹線戰士 E5隼號
全長：26.5公尺
重量：100公噸
駕駛員：速杉隼人（-第63話）→ 玄武（劇場版）
大宮支部所有，全能型的新幹線戰士。使用武器為「閘口斬擊劍」，必殺技為「光速能量炮」，腳部配備推進器，使其能夠高速移動。第9話連結合體時由於合適率上升而新增一對用於強化閘口斬擊劍之刀刃狀飛翼構造，後自第11話起將之常置配備於一般型態肩後。新幹線模式為新幹線E5系。初次登場於第1話。
因其構造特殊而被設定為必須由合適率最高者搭配貝克之「思想連鎖」功能輔助方能駕駛，第61話時此限制因任務已結束而隨著貝克的初始化一同解除，因此之後得以由較低合適率者駕駛。
第64話被遺留至地底世界的建築物中，隨著該建築物的崩塌而下落不明。第76話後被超進化研究所從地底回收並自此僅於模擬戰鬥中使用，劇場版中為應對瓦爾哈蘭族的侵略而交由玄武駕駛。
新幹線戰士 E5隼號 MkII
全長：27.5公尺
重量：125公噸
駕駛員：速杉隼人（第64話起至今）
大宮支部所有，E5隼號的後繼機，三節車廂變形的新幹線戰士。由倉敷重工設計，再由伊邪建造完成，屬於二機可能夠進行超越交叉合體的新幹線戰士的其中之一，是針對合適率100％以上的駕駛員所開發的機體。使用武器為「閘口斬擊劍」，必殺技為「雙重金色能量炮」。配備「閘口劍鞘」和鳥型無人機器人「上空偵察機獵鷹」，超越交叉合體時可分解為合體配件。新幹線模式同樣為新幹線E5系。初次登場於第61話片尾，正式登場於第64話。

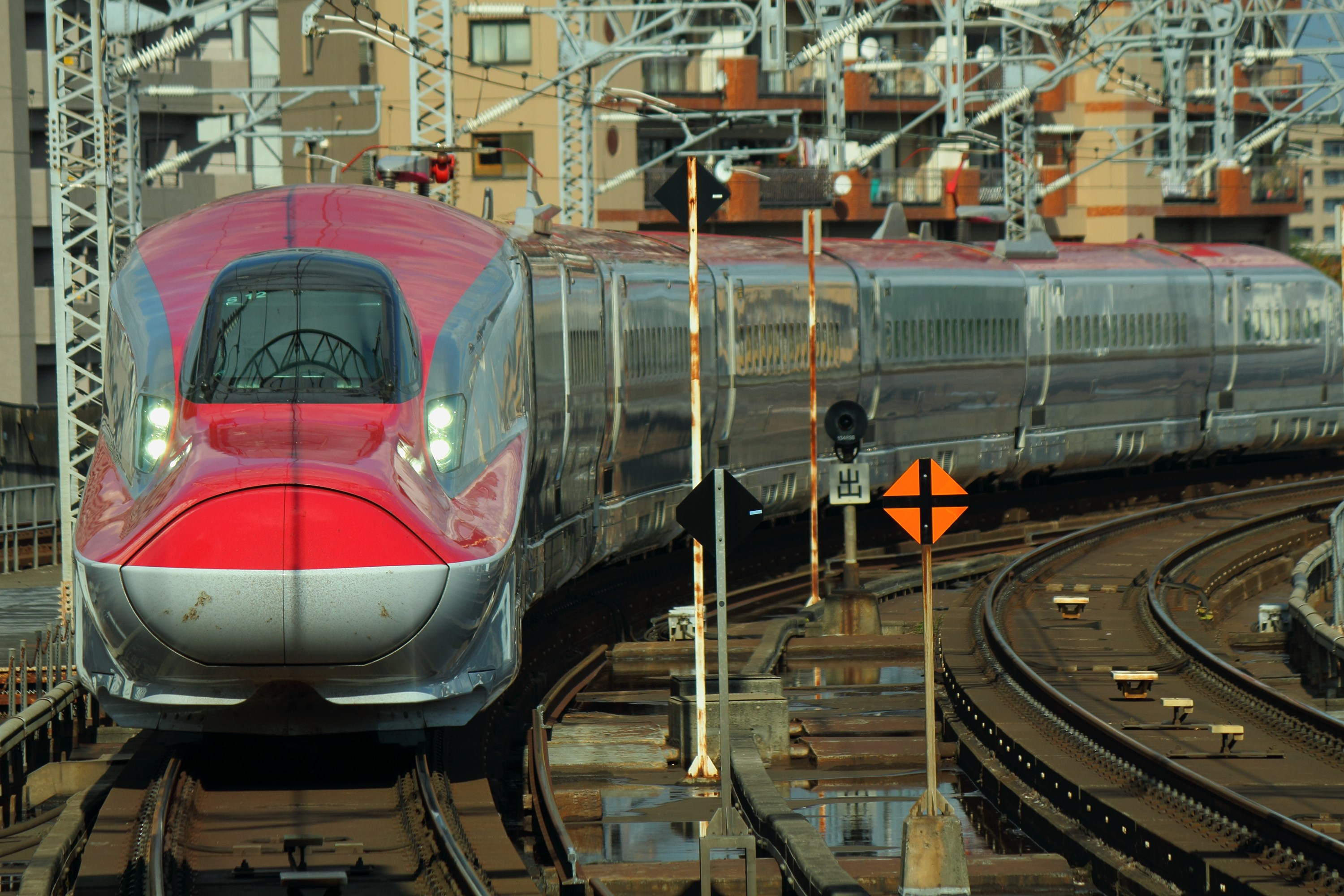
E6系

新幹線戰士 E6小町號
全長：25.0公尺
重量：95公噸
駕駛員：測試駕駛員（第1、2話）→ 男鹿秋田（第3話起）。
大宮支部所有，速度型的新幹線戰士。使用武器為「平交道射擊槍」，可切換為短槍管的「普通模式」、長槍管的「來福模式」以及固定於肩膀上的「加農模式」，亦可特化為「射水模式」或「噴火模式」，必殺技為「平交道大炮」，頭部配備遠程瞄準器「生剝鬼目鏡」，腳部配備車輪。新幹線模式為新幹線E6系。初次登場於第1話，正式登場於第4話。

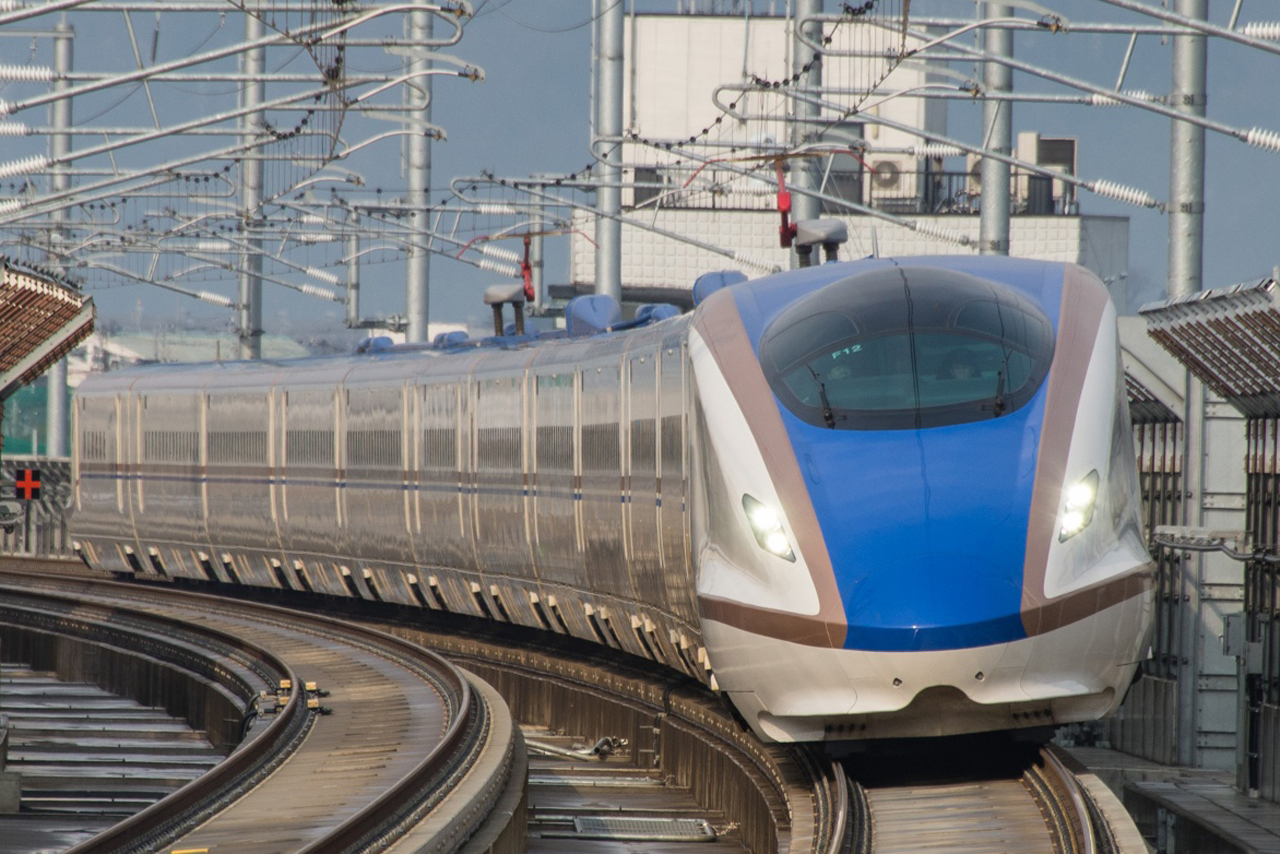
E7系

新幹線戰士 E7光輝號
全長：26.0公尺
重量：110公噸
駕駛員：測試駕駛員（第1、2話）→ 大門山貫（第5話起）
大宮支部所有，力量型的新幹線戰士。使用武器為「車輪金鋼鑽」，第37話起必殺技為「車輪金鋼鑽 - 力量模式」，腳部配備履帶。新幹線模式為新幹線E7系。初次登場於第1話，正式登場於第5話。
新幹線戰士 E3翼號
全長：25.0公尺
重量：95公噸
駕駛員：月山忍

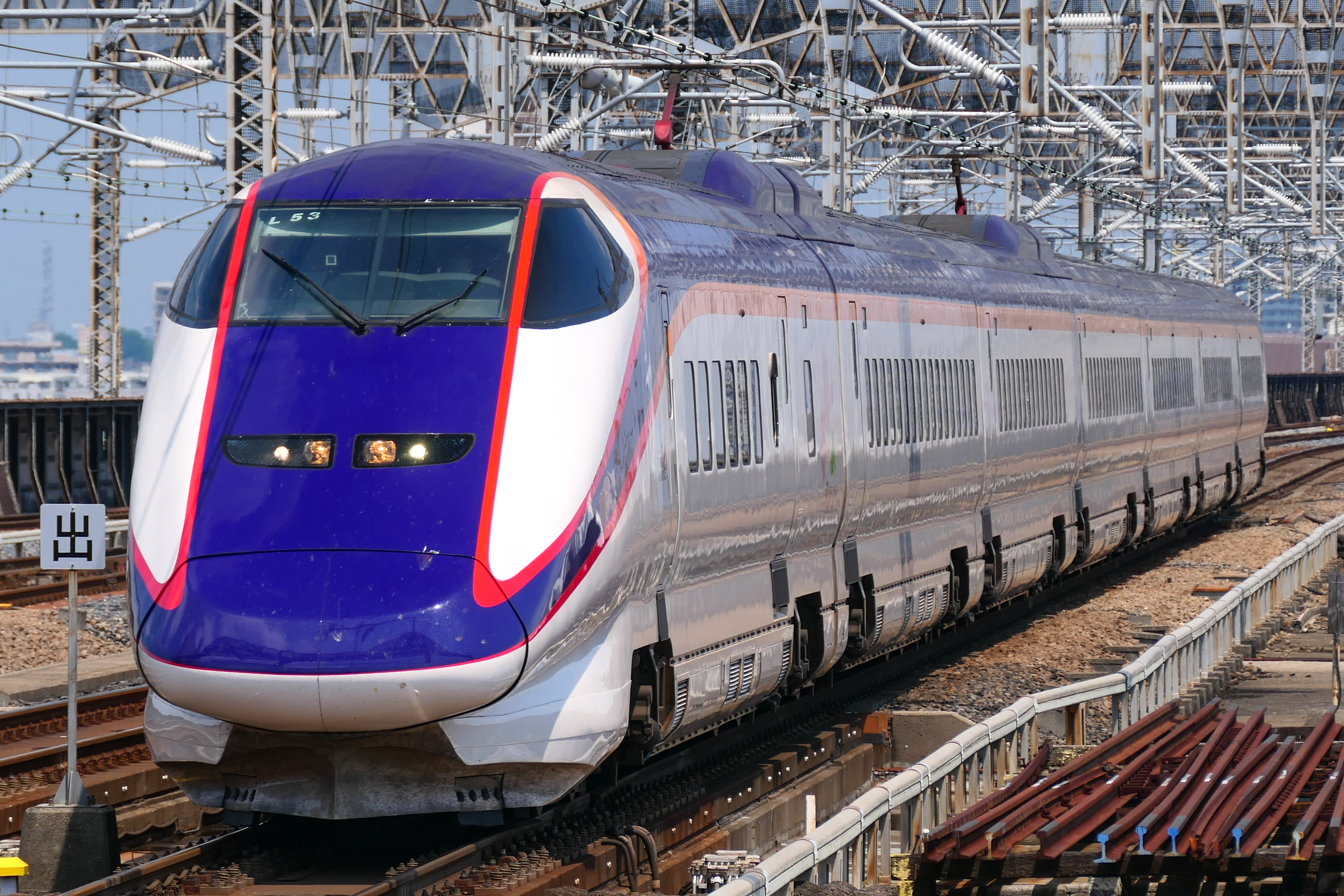
E3系1000番台（2015年新塗裝）

山形支部所有，機動型的新幹線戰士。使用武器為遠近兩用的紅色「欄杆手裡劍」，可變化為近距離攻擊的「苦無模式」和遠距攻擊的「手裏劍模式」，並可從手持式底座發射煙霧以及鉤爪。另可使用高速移動產生分身的分身術以及創造旋風將敵人捲入的「寒風之術」等忍術。新幹線模式為新幹線E3系1000番台。在原着中稱為「新幹線戰士 E3翼號火焰飛翼（シンカリオン E3つばさ フレアウィング，暫譯）」，且與鋼鐵飛翼為兄弟機的關係。初次登場於第10話。

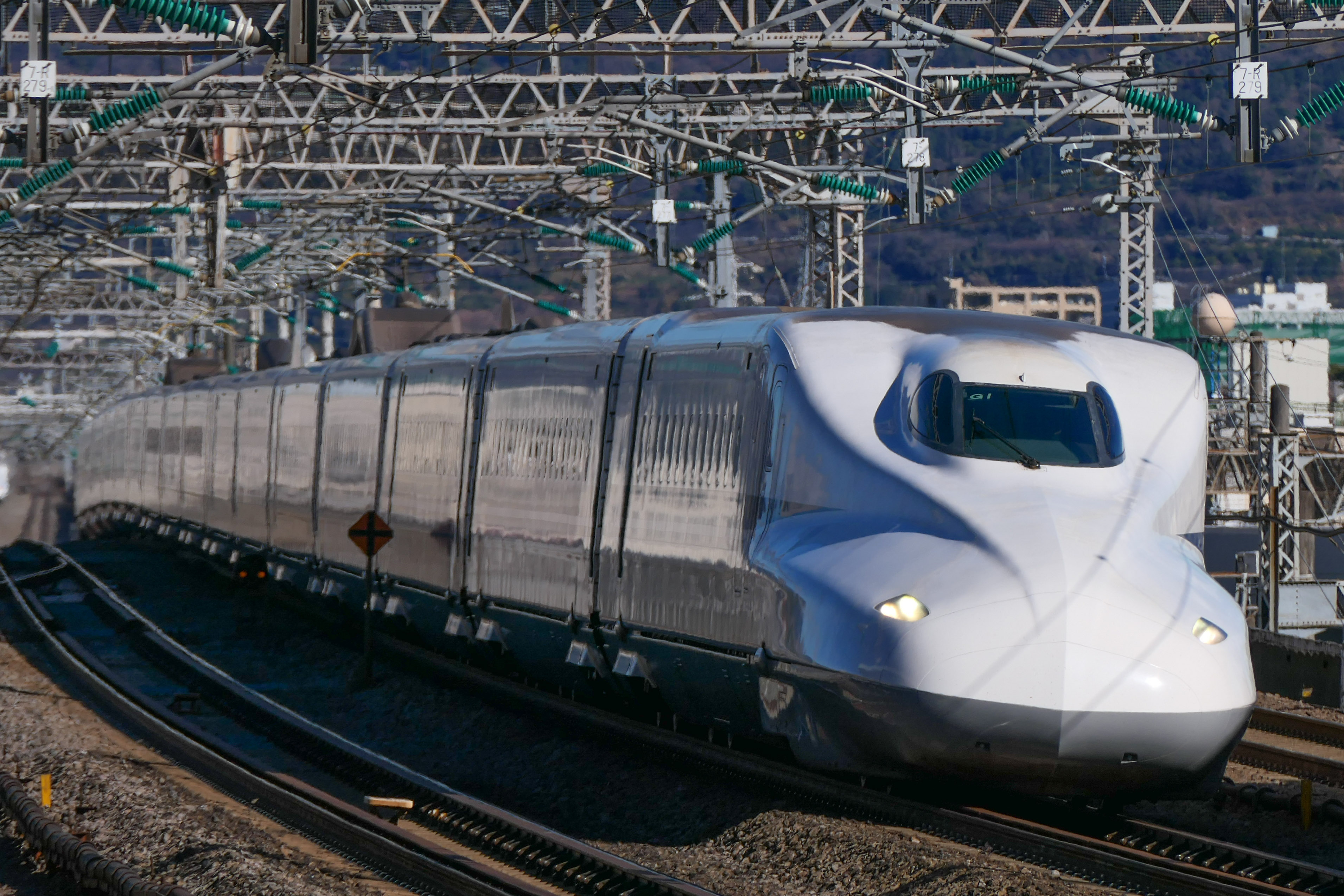
N700系1000番台（N700A）

新幹線戰士 N700A希望號
全長：26.5公尺
重量：100公噸
駕駛員：清洲龍司（-第27話）→ 清洲辰巳（第54話起）
名古屋支部所有，適合近距離攻擊。必殺技為「飛天雙重刺」、交棒予辰巳後則改為「枕木雙截棍」。
新幹線模式為新幹線N700系1000番台（N700A）。初次登場於第12話。
新幹線戰士 N700A 進階模式
全長：27.5公尺
重量：140公噸
新幹線戰士 N700A的強化型態，由N700A主機體加上額外一節中間車廂組成的強化機體，配備「進階手臂」（由車廂集電弓附近部分組成，置於右手）、「車止盾牌」（由車殼組成，置於左手）和「背包推進器」（バークパックブースター，暫譯，由底盤組成，置於背部），必殺技為「飛龍噴射拳」。
該模式為清洲龍司駕駛時專用型態，辰巳駕駛時則沒有使用該模式。
新幹線戰士H5隼號
全長：26.5公尺
重量：100公噸
駕駛員：發音未來
北海道支部所有。使用武器與E5同樣為「閘口斬擊劍」，機體整體結構亦與E5差不多，但並無金色能量炮之機能，且初登場時肩部後方即有配備刀刃狀飛翼構造。加裝了「夕張加熱系統」，使其於嚴寒的環境中仍能發揮最佳大效能。新幹線模式為新幹線H5系。初次登場於第15話。
新幹線戰士 800燕號
全長：26.5公尺
重量：95公噸
駕駛員：大空零
門司支部所有。唯一於一般型態下就能夠飛行的新幹線戰士，配備了「燕子飛翼」和「燕子輔助翼」2種翅膀，使其成為唯一不需另經由模式轉換或合體即具有飛行能力的新幹線戰士，必殺技為「集電弓箭」。新幹線模式為新幹線800系1000番台（新800系）U007編組。初次登場於第21話。

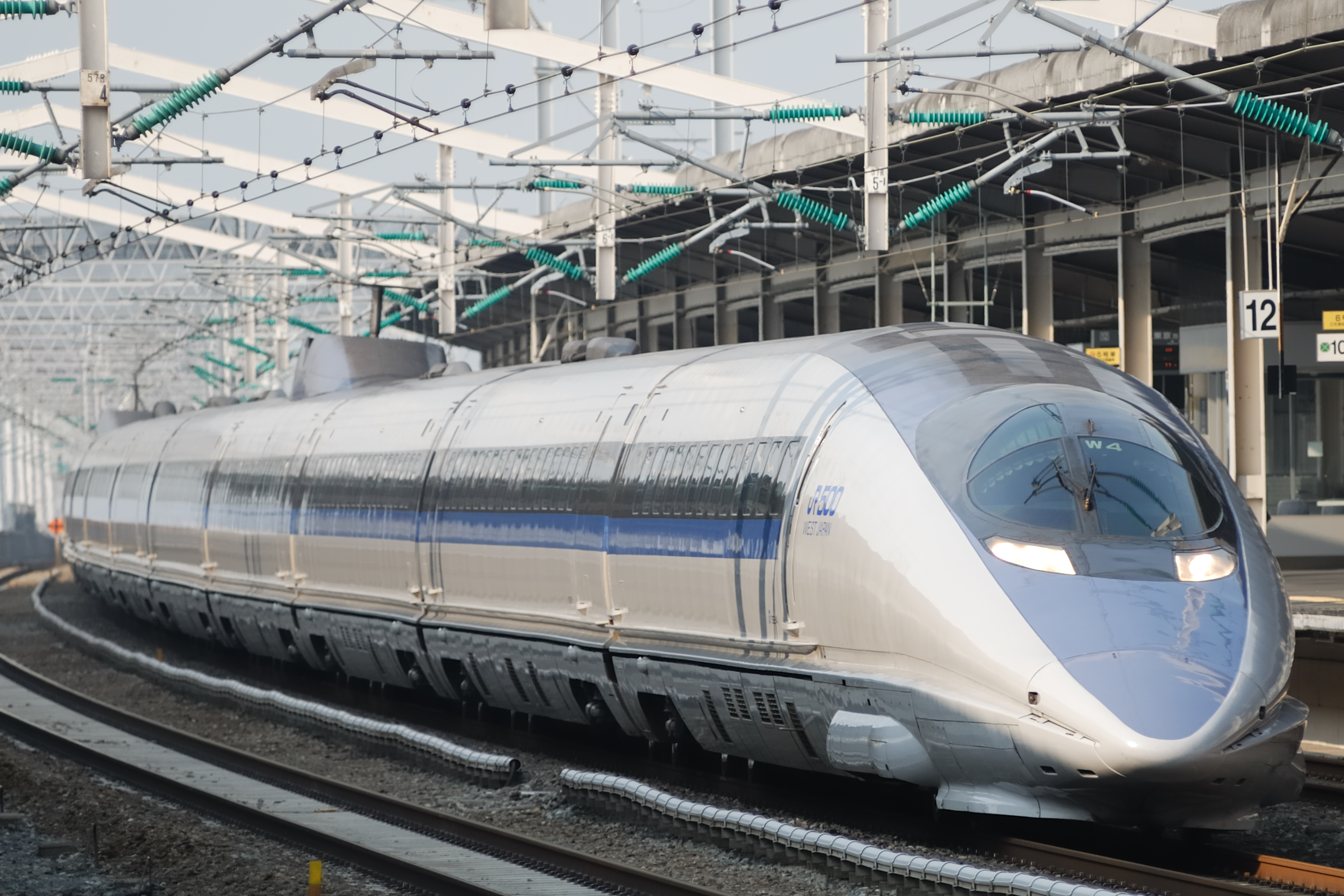
500系

新幹線戰士 500回聲號
全長：27.0公尺
重量：120公噸
駕駛員：速杉北斗
京都支部所有，四節車廂變形的大型新幹線戰士，是特別為成年駕駛員開發的新幹線戰士。使用武器為「信號機矛槍」，必殺技為「飛彈防護盾」。新幹線模式為新幹線500系7000番台。初次登場於第23話。
新幹線戰士 
全長：28.5公尺
重量：123公噸
駕駛員：碇真嗣
京都支部所有。使用武器為「信號機矛槍」和「飛彈防護盾」，必殺技為「信號機矛槍 TYPE EVA」。外型類似新世紀福音戰士裏的EVA 初號機。新幹線模式為新幹線500系7000番台V2編組「500 TYPE EVA」特別列車 。在原着中為新幹線超進化研究所與特務機關NERV共同緊急開發的新幹線戰士。初次登場於第31話。
其持有之信號機矛槍原與500回聲號之信號機矛槍同樣為灰色系，第31話戰鬥中與E5之閘口斬擊劍合體後化為與朗基努斯之槍相似的血紅色，並沿用至劇場版。
新幹線戰士 700系列
特指下面3機新幹線戰士，由京都分部與門司分部共同開發，外型相較於其他新幹線戰士矮小，每機只由一節車廂變形而成。可進行特殊的合體方式「三重合體」。設定中可變形成推進器加掛於其他新幹線戰士背上，稱為「巨型推進器模式」（ギガブースターモード，暫譯），下述機體中700希望號以及700光號鐵路之星隸屬於京都支部，N700瑞穗號則隸屬於門司支部。

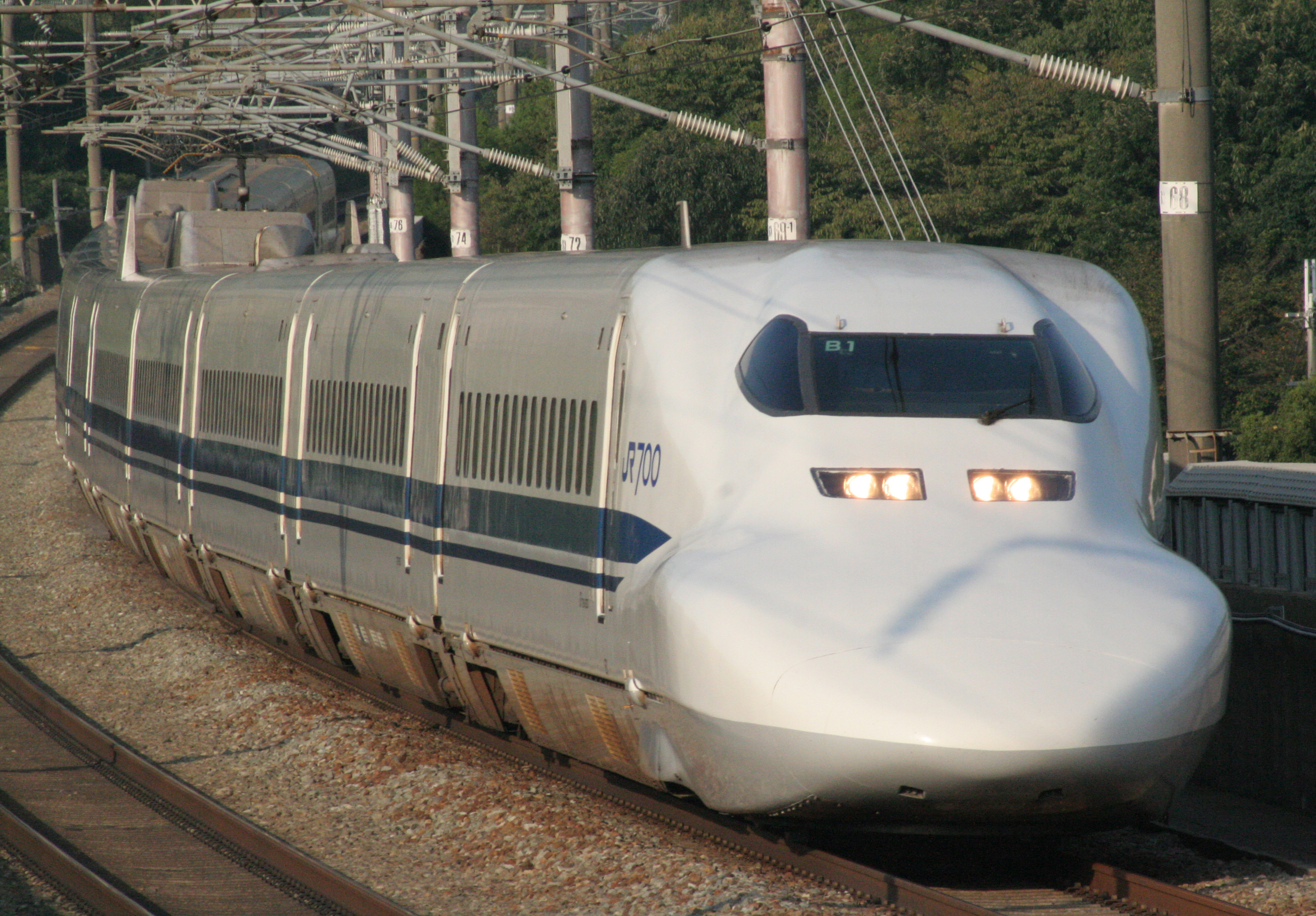
700系

新幹線戰士 700希望號
全長：19公尺
重量：45公噸
駕駛員：五橋城
必殺技為「進化劍」。新幹線模式為新幹線700系3000番台。初次登場於第34話。

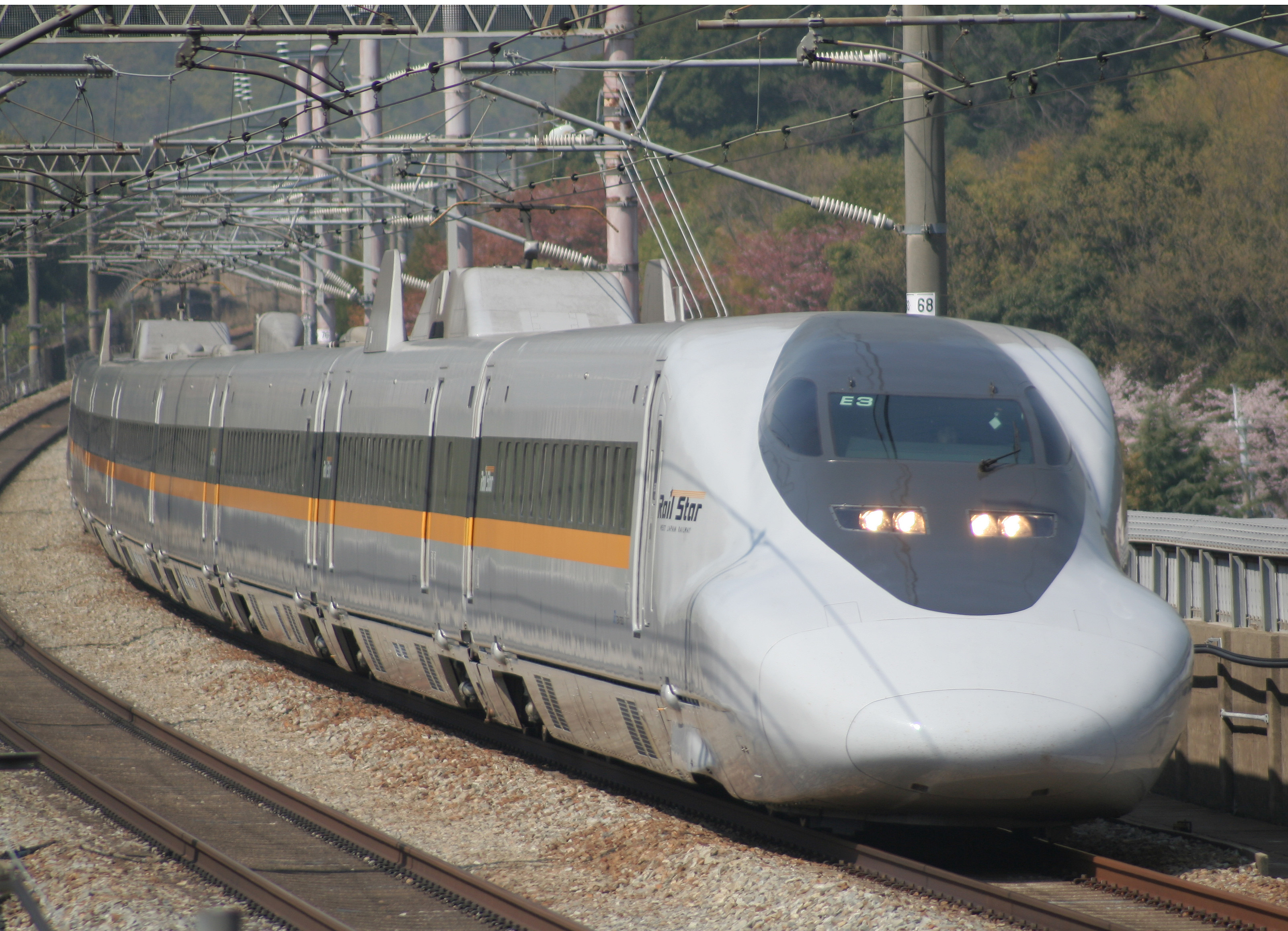
700系光號鐵路之星

新幹線戰士 700光號鐵路之星
全長：19公尺
重量：45公噸
駕駛員：五橋銀
必殺技為「燈號槍」。新幹線模式為新幹線700系7000番台。初次登場於第34話。

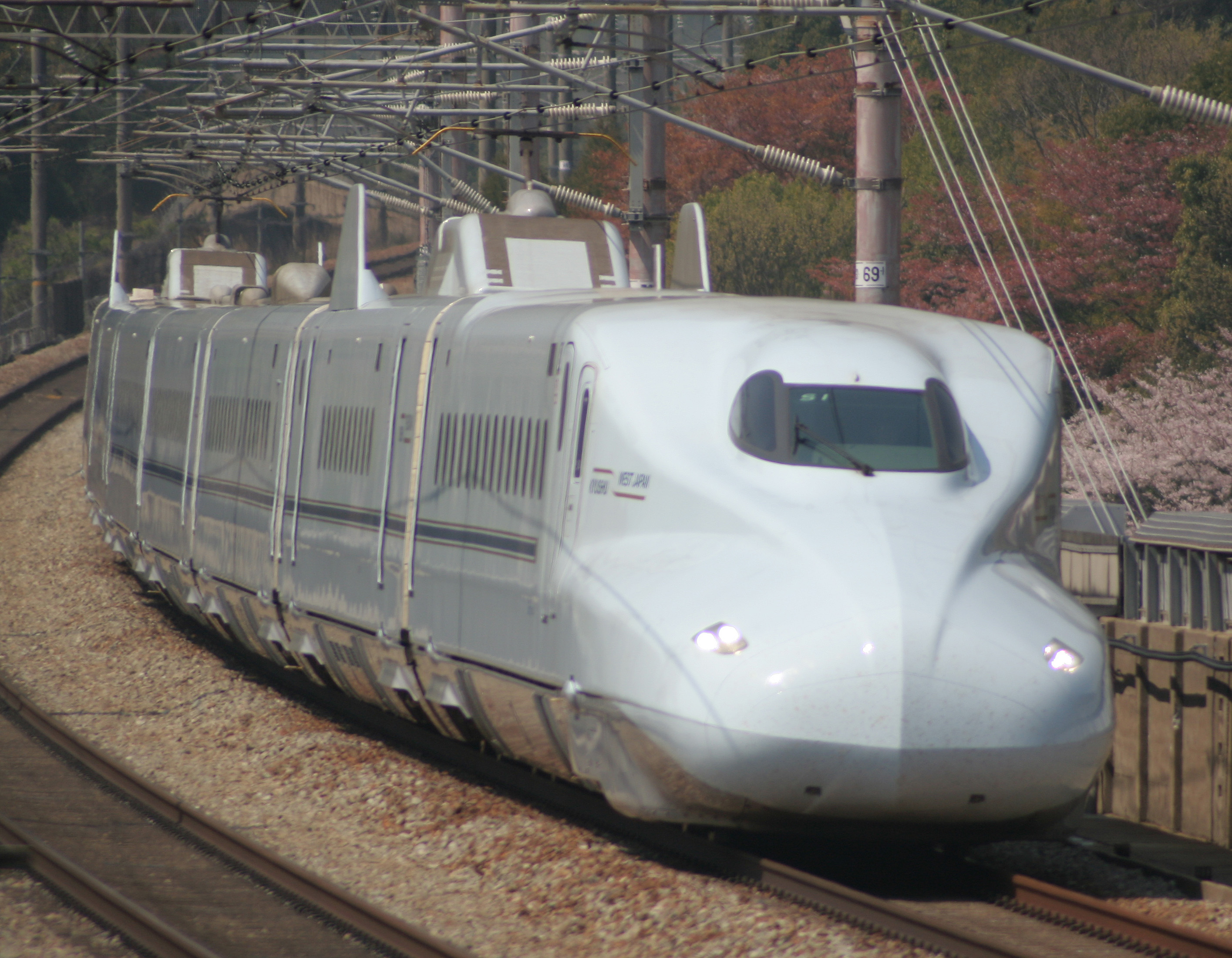
N700系瑞穗號

新幹線戰士 N700瑞穗號
全長：19公尺
重量：45公噸
駕駛員：霧島高虎
必殺技為「動輪鎚」。新幹線模式為新幹線N700系7000番台。初次登場第34話。
新幹線戰士黃醫生號
全長：35公尺
重量：255公噸
駕駛員：清洲龍司
名古屋支部所有，五節車廂變形的超大型新幹線戰士，除合體之外所有新幹線變形機器人當中的最大型機體。使用武器為能夠變形的「鐳射武器」，透過槍型的「鐳射激光槍」和劍型的「鐳射激光劍」兩種型態的變化，能夠對付各式各樣的敵人。配備「檢測鐳射防護盾」以及「鐳射掃描」。新幹線模式為新幹線923型T4編組。初次登場於第36話，正式登場於第38話。

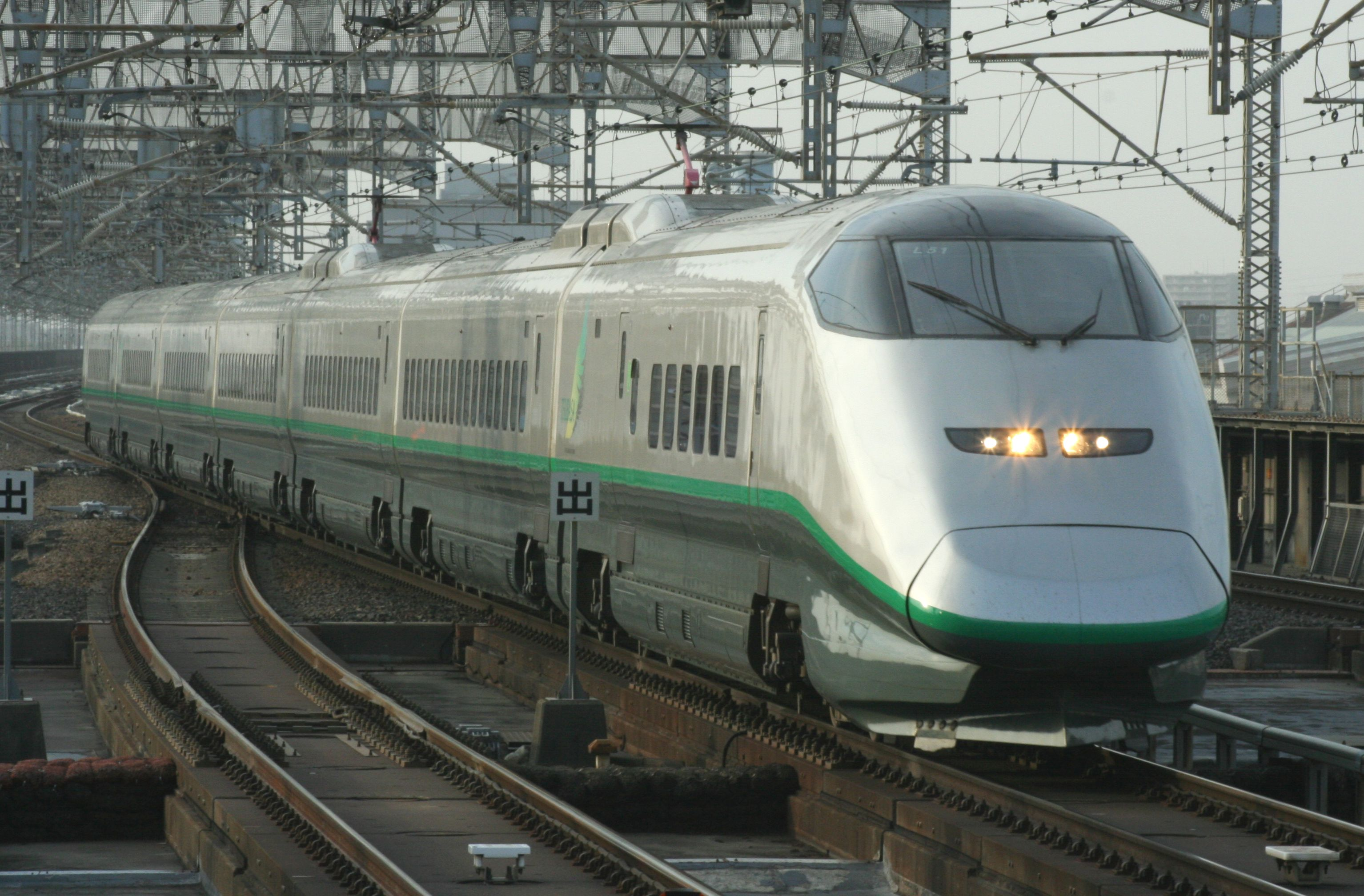
E3系1000番台（舊塗裝）

新幹線戰士 E3翼號鋼鐵飛翼
全長：25.0公尺
重量：95公噸
駕駛員：月山忍（-第64話）→ 青龍（第70、71話）
大宮支部所有，特製的臨時替代用新幹線戰士，當一台新幹線戰士因故無法出動時，其駕駛員可暫時使用此機。原本計劃作為駕駛員們的聖誕禮物，因虎目之戰而提前登場。使用武器為綠色的「欄杆手裡劍」，必殺技為巨大化的「真·欄杆手裡劍」。新幹線模式為新幹線E3系1000番台的舊塗裝版本。在原着中為火焰飛翼（暫譯）的兄弟機。初次登場於第49話。

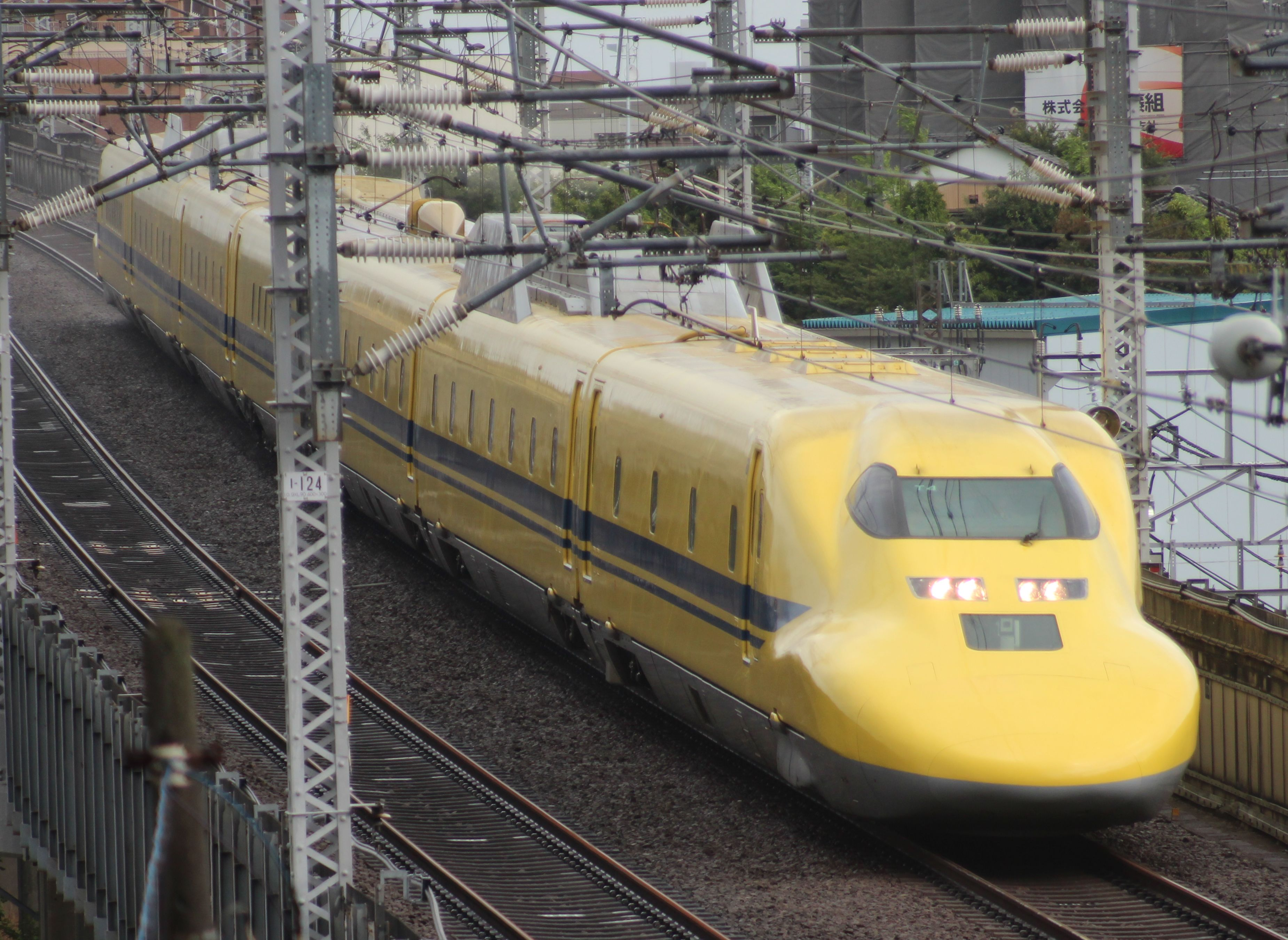
923型0番台T4編組

新幹線戰士 923黃醫生號
全長：26.5公尺
重量：100公噸
駕駛員：速杉北斗（-劇場版前段）→ 清洲龍司（劇場版後段）
京都支部所有，全身被金色包覆的新幹線戰士。使用武器為「電磁軌道炮」和「有軌電車劍」，額部配備之「檢測掃描鏡」搭載「追蹤感應器」等各式感應裝置，能追蹤敵人的動向。新幹線模式與黃醫生號同樣為新幹線923型T4編組，然而黃醫生號以該編組之7號車（東京方向）為先頭車，923黃醫生號則以1號車（博多方向）為先頭車。二機間並無直接關連。初次登場於第72話片尾，正式登場於第73話。
劇場版中於北海道對決雪之哥吉拉時被光之粒子擊中以致其駕駛員北斗被傳送至不同時空下落不明而遺留在北海道，之後改由清洲龍司駕駛。

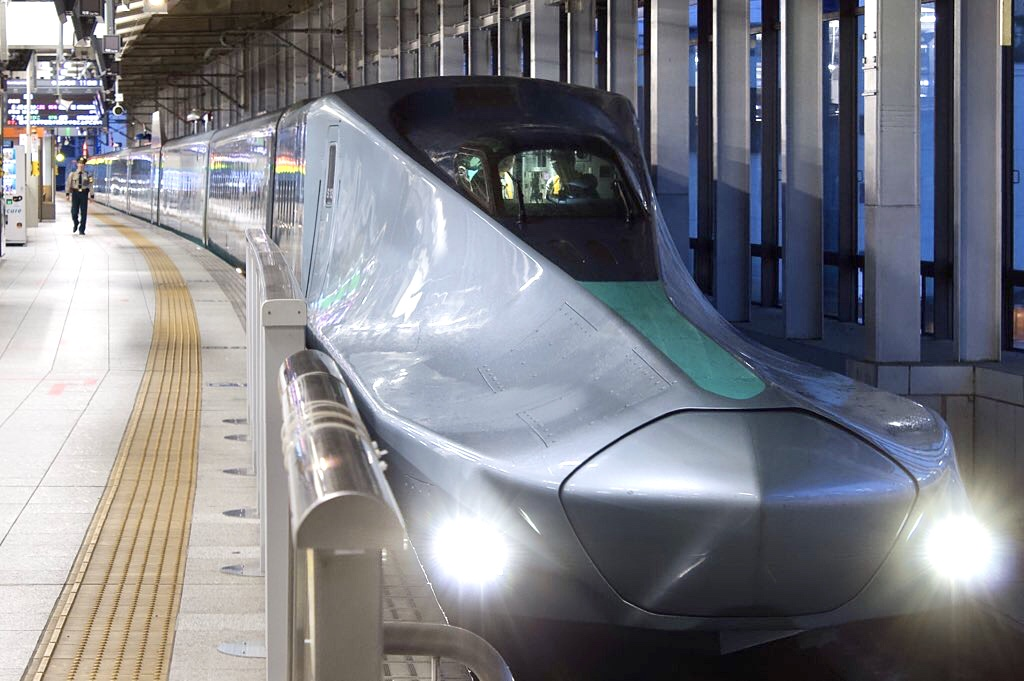
E956型

新幹線戰士 ALFA-X

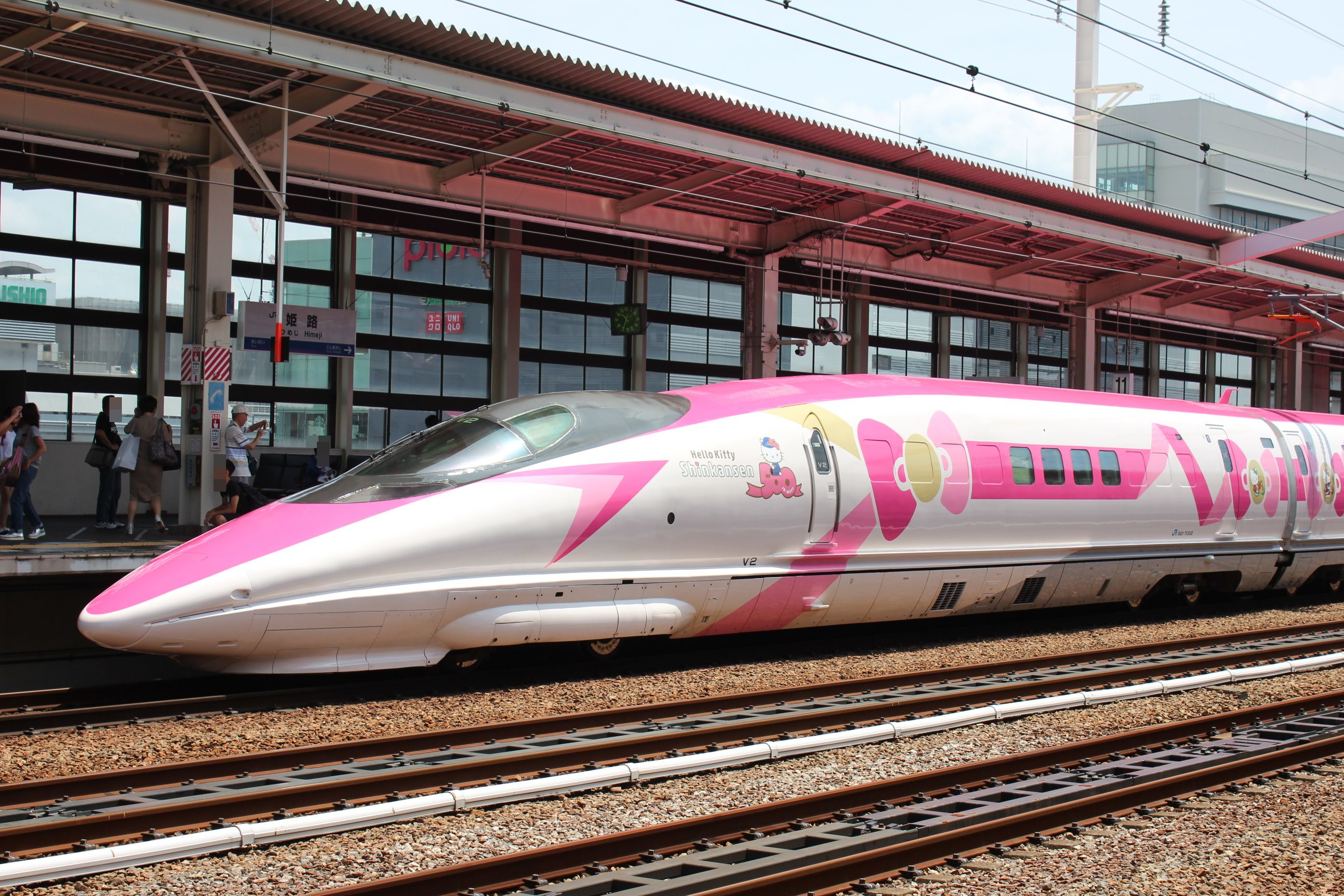
Hello Kitty 新幹線

新幹線戰士 Hello Kitty
全長：27.0公尺
重量：120公噸
駕駛員：凱蒂·懷特
使用武器為「信號機矛槍」和「飛彈防護盾」，其中飛彈防護盾可射出蘋果形及心形飛彈，又稱為「蘋果導彈」。新幹線模式為新幹線500系7000番台V2編組「Hello Kitty 新幹線」特別列車 。
僅於「新幹線戰士 Hello Kitty」特別短篇以及動畫第二部第16話中蒼玉的幻想中出現，實際上不存在。
新幹線戰士 Hello Kitty Hello Kitty形態
全長：5輛載蘋果的貨車之高度
重量：3輛載蘋果的貨車之重量
新幹線戰士 Hello Kitty的強化型態，使用武器為「飛彈防護盾」和「絲帶魔法棒」，且頭部加上與凱蒂頭部相似之加大頭罩「Hello Kitty面具」。

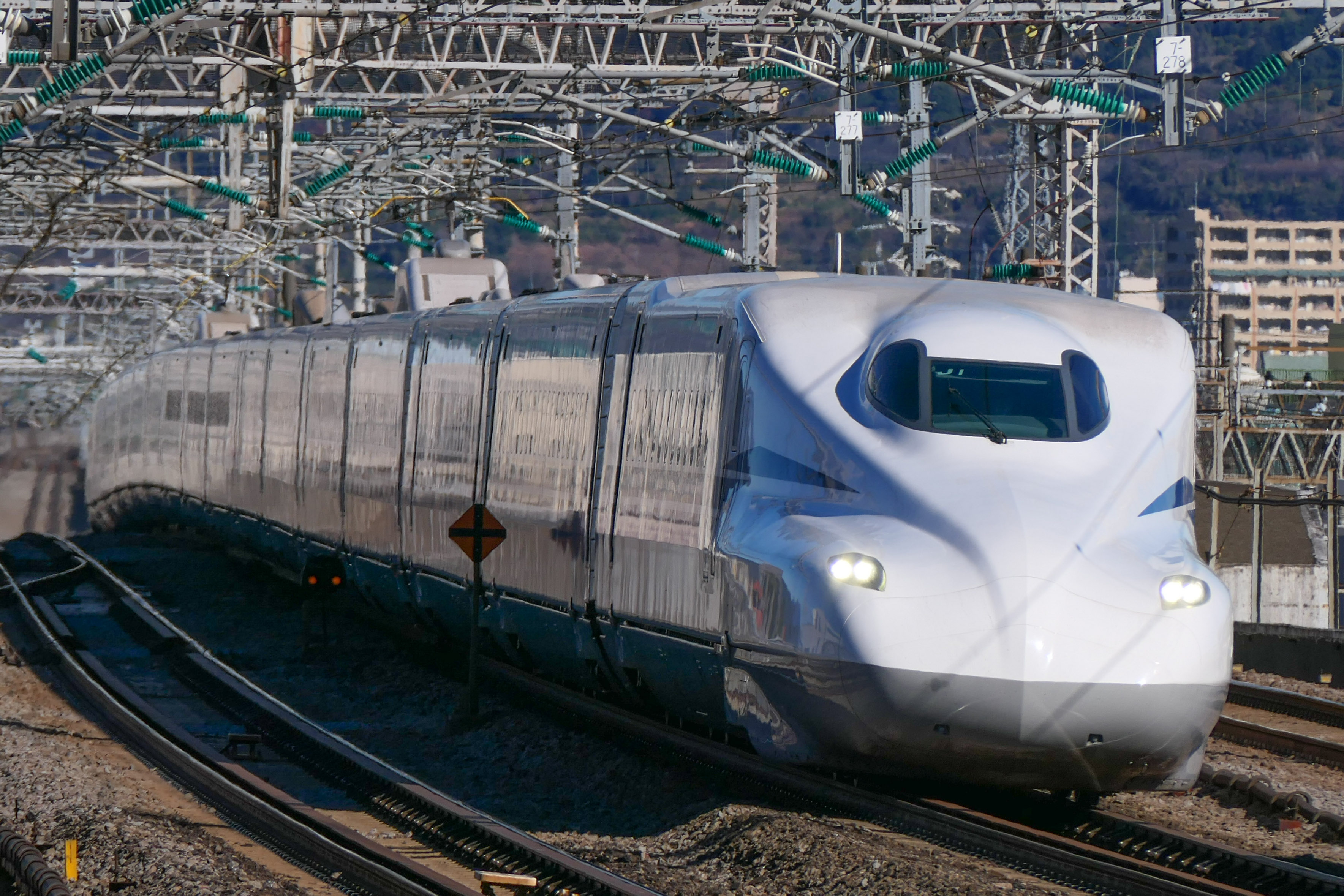
N700S系

新幹線戰士 N700S希望號
全長：27公尺
重量：125公噸
駕駛員：不明
以新幹線N700S系電聯車為原型極秘開發的機體，構造與E5 MkII及暗黑魔王號同為三輛變形。屬於能夠進行極限交錯合體的新幹線變形機器人之一，武器為「車止槍刃」，有槍及劍兩種模式，但平時通常以槍的形式使用，至尊模式時才改用劍的形式。配備龍型無人機器人「雷電至尊飛龍」，至尊模式及極限交錯合體時可分解為合體配件。
僅於「新幹線戰士N700S希望號」特別短篇中出現，自超進化研究所名古屋支部出發前往地底世界並先後與千齒龍獸、陸地火蜥蜴等古力亞捷斯對戰。動畫中未實際登場。
新幹線戰士 N700S 至尊模式
全長：28公尺
重量：155公噸
新幹線戰士N700S與至尊飛龍合體後的強化型態。配備「集中電纜」、「至尊飛翼」、「至尊龍爪」及「至尊面具」。其中集中電纜可藉由將其末端的「集中插頭」插在機體手部、腳部或武器上，將全身力量集中於該部位以強化其拳擊、踢腿、斬擊等攻擊效能。必殺技為「至尊斬擊」。

### 新幹線戰士Z

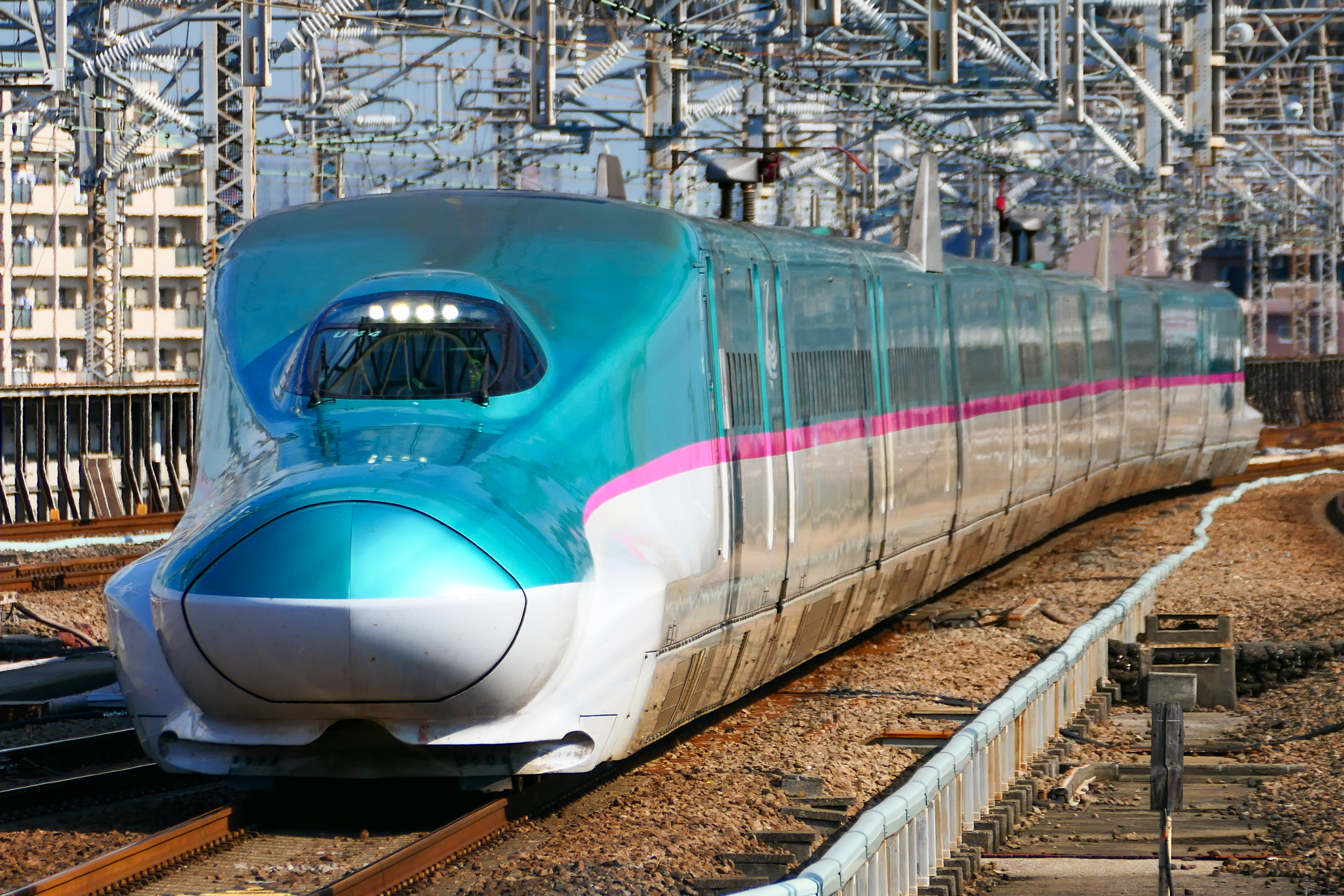
E5系

新幹線戰士Z E5隼號
全長：26.5公尺
重量：110公噸 → 109公噸（改善型）
駕駛員：新多進 → 碓冰阿布特（《復活的灰簾》） → 新多進（《復活的灰簾》第8話）
活化E5系新幹線速度特質而開發的全能型新幹線戰士。使用武器為「車站聖劍」，並於背部與腳部分別配備了推進器以及翔隼鉤爪以強化其速攻能力。機體胸口處配備了類似金色能量炮之「超進化能量砲」構造，但僅於合體時使用，一般時無功能。新幹線模式時於車內配置與實車相同之18席金色頭等車廂座位，不需變形時可視特殊需求搭載乘客。原型為新幹線E5系。初次登場於第二部第1話。
於進前往墨西哥留學期間被改造成為「新幹線戰士Z E5隼號 改善型」，武器亦強化成為「車站聖劍改」，並改由阿布特駕駛。

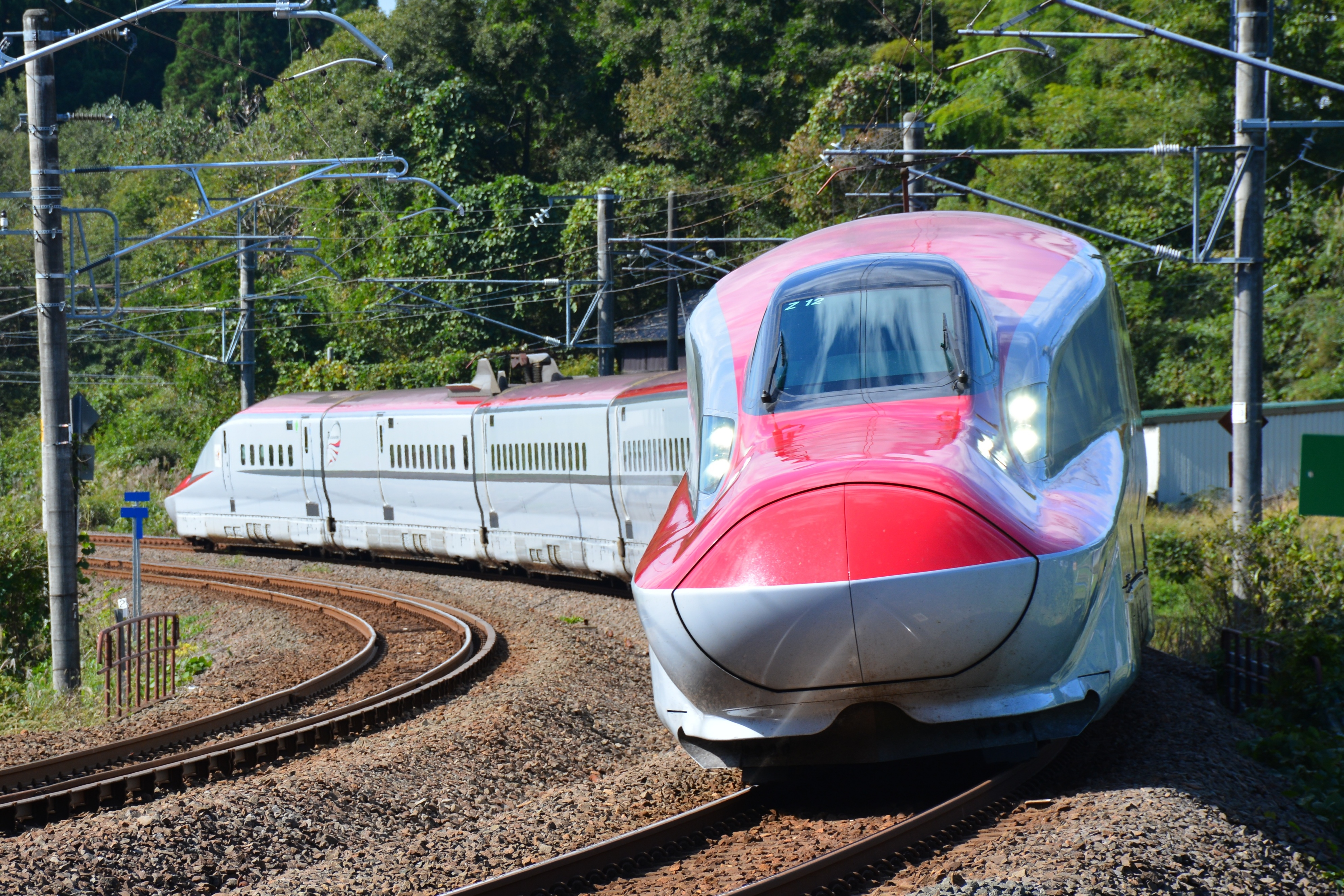
E6系

新幹線戰士Z E6小町號
全長：26.5公尺
重量：105公噸 → 104公噸（改善型）
駕駛員：大曲花火
與E6系新幹線同樣具備高機動性的新幹線戰士，使用武器為「變壓變頻破壞炮」，並於額部搭載3D雷達，且腳部之「草履釘鞋」構造中配置了減震器，使其於劇烈移動中也能安定地進行射擊。肩膀裝有能量增強裝置，可以將高能量釋放到裝備好的武器上。原型為新幹線E6系。初次登場於第二部第3話。
第25話時為了應對出現於四國的巨大怪物體而於超進化研究所伊予西條支部接受改造，將其新幹線模式的轉向架暫時更換為窄軌款式。同話戰鬥中由於其駕駛員花火的合適率上升而新增必殺技「變壓變頻花火特製舞台」。
後傳小說《復活的灰簾》中於首度對決灰簾時時手部嚴重受損，並於修復時一併進行改造成為「新幹線戰士Z E6小町號 改善型」，武器亦強化成為「變壓變頻破壞炮改」。

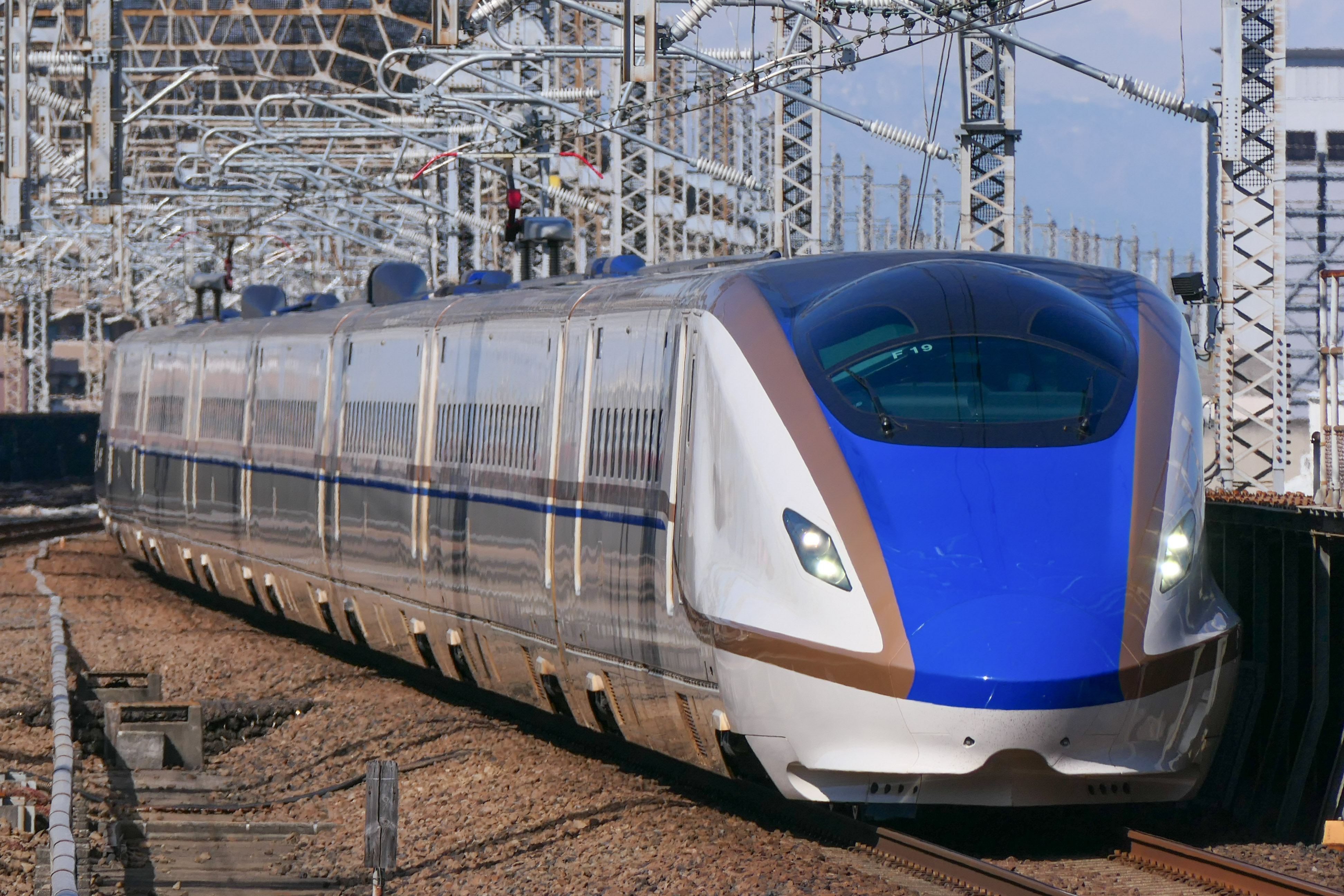
E7系

新幹線戰士Z E7光輝號
全長：26.5公尺
重量：120公噸
駕駛員：戶隱大樹
活用E7系新幹線強大馬力的力量型新幹線戰士，使用武器為「高電壓斧頭」。原型為新幹線E7系。初次登場於第二部第4話結尾，正式登場於第5話。

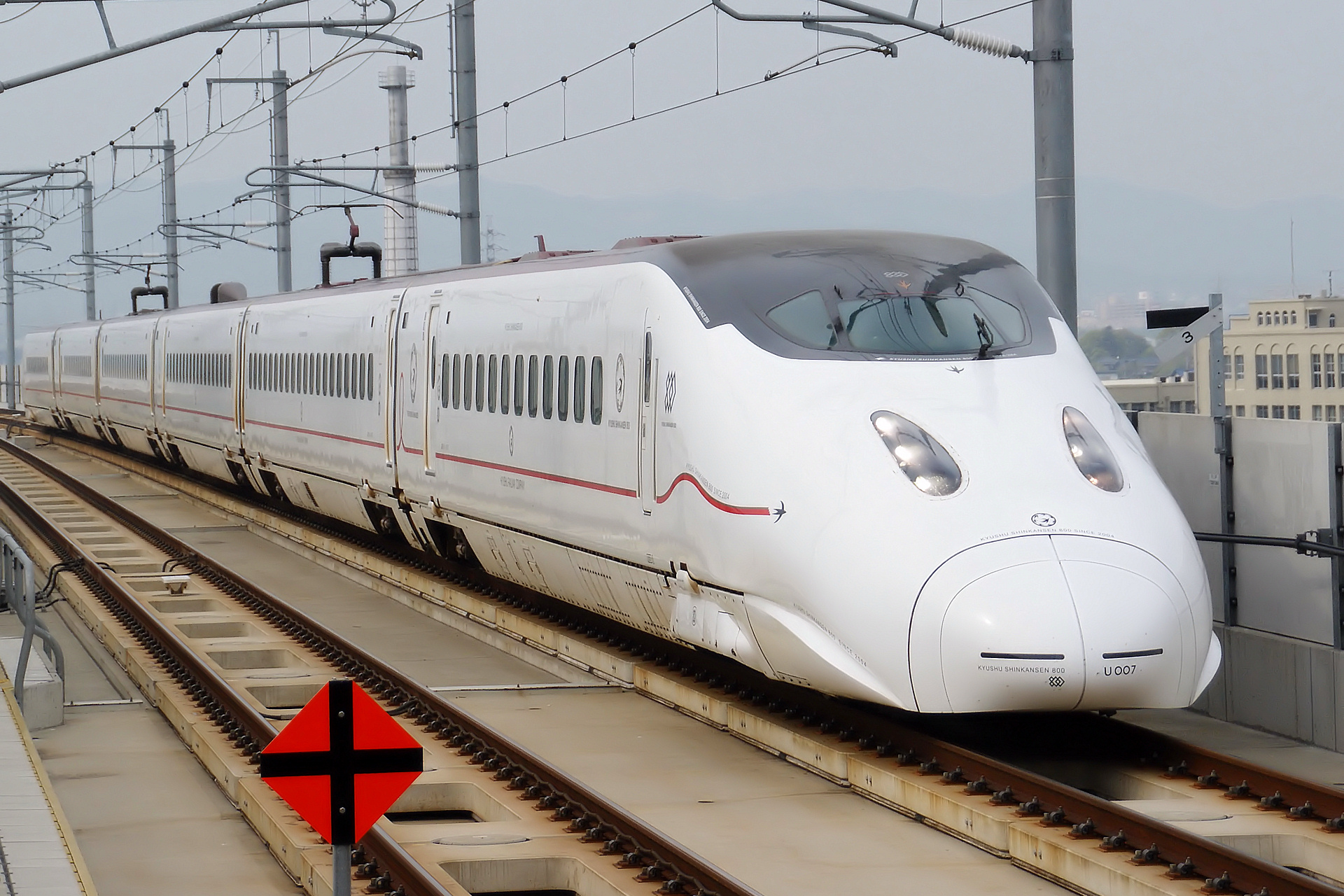
800系U007編組

新幹線戰士Z 800燕子號
全長：26.5公尺
重量：105公噸
駕駛員：中洲山笠
搭載飛行裝備，可進行空中戰鬥的新幹線戰士，使用武器為「集電弓苦無」，並配備「Z燕子飛翼」，當向上展開形成「飛行模式」時可使其於高空中自由滑翔。原型為新幹線800系1000番台U007編組。初次登場於第二部第8話結尾，正式登場於第9話。

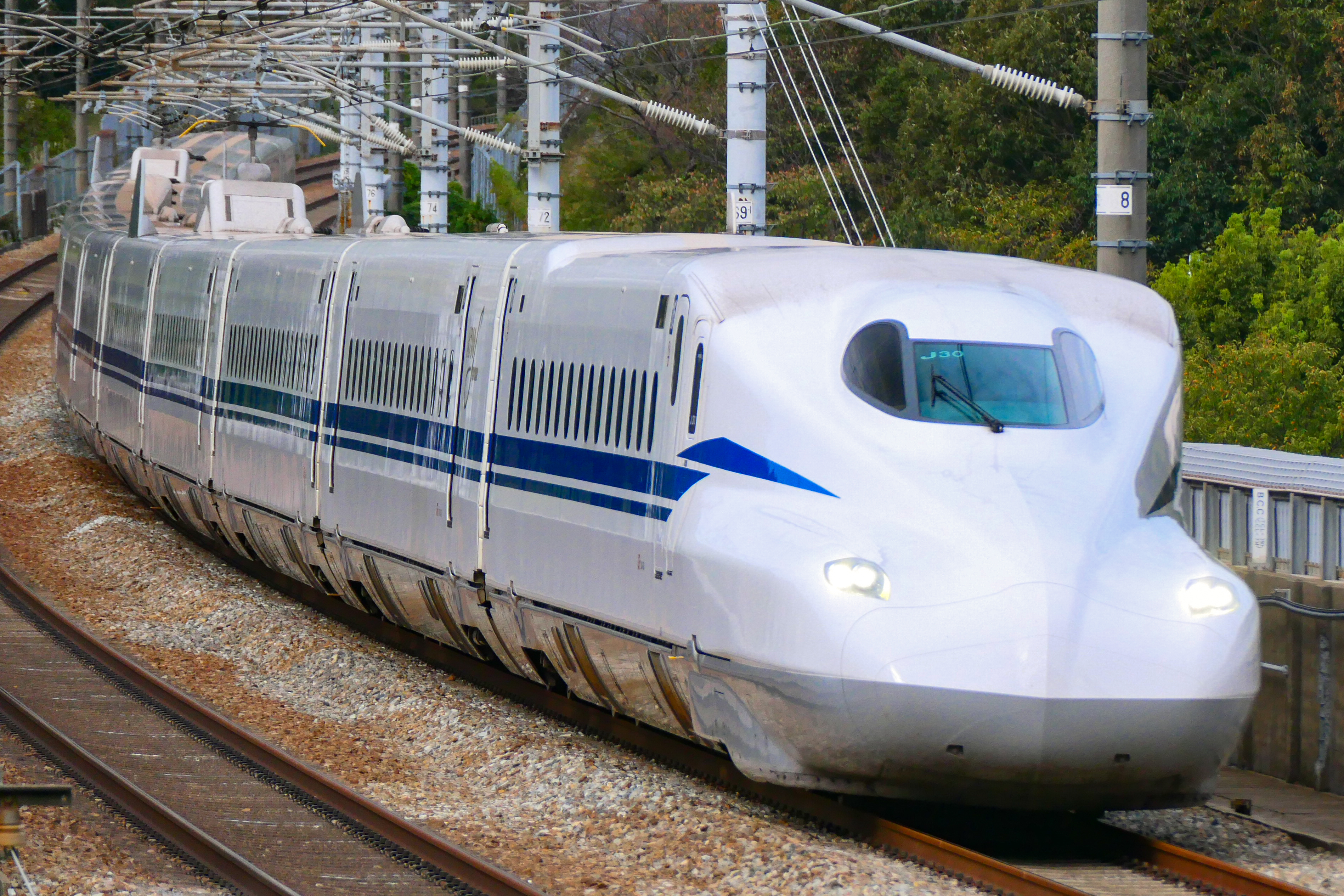
N700S系

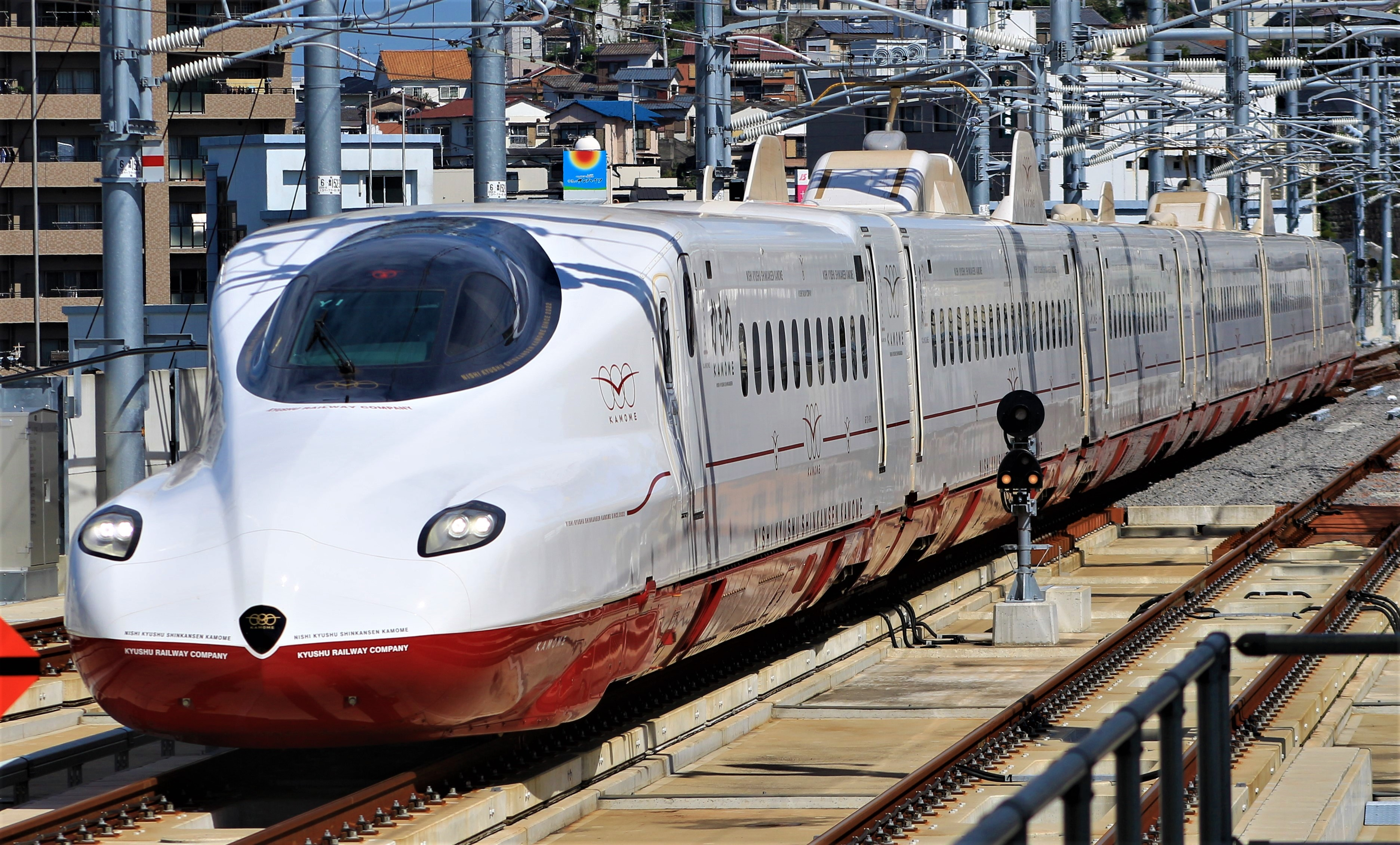
N700S系8000番台

新幹線戰士Z N700S希望號
全長：26.5公尺
重量：110公噸
駕駛員：安城長良
集結超進化研究所的技術，擁有空前運動性能的新幹線戰士，其搭載的「雙重鯨魚系統」可使另一高合適率者以車長之身分與駕駛員共同控制該機體。使用武器為「路軌釘爪」。原型為新幹線N700S系。初次登場於第二部第11話。

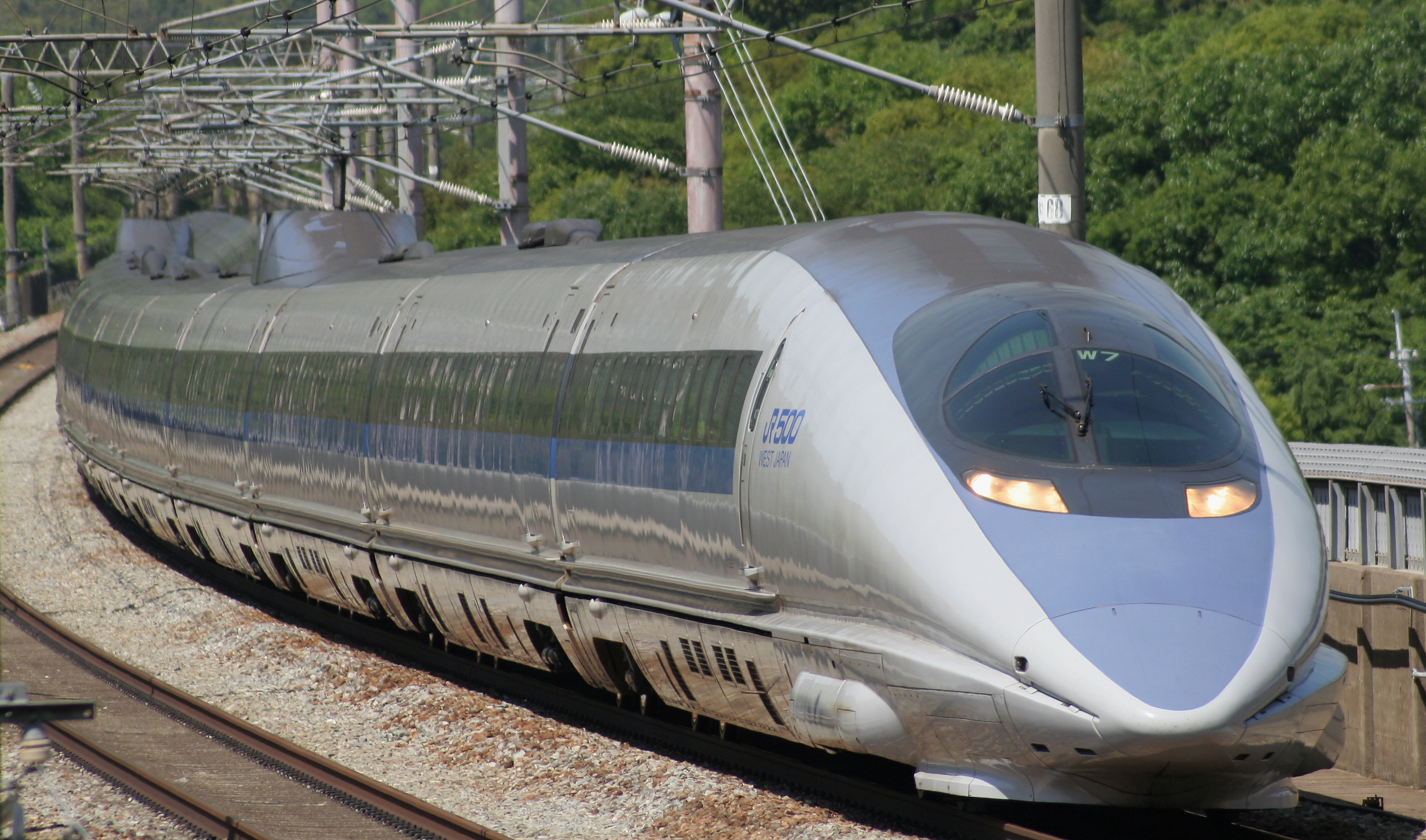
500系

新幹線戰士Z 500回聲號
全長：26.5公尺
重量：110公噸
駕駛員：嵐山銀河
以全車搭載馬達的500系開發成的新幹線戰士，擅長利用出色的瞬發力進行快速攻擊。使用武器為「信號刀」。原型為新幹線500系。初次登場於第二部第17話。

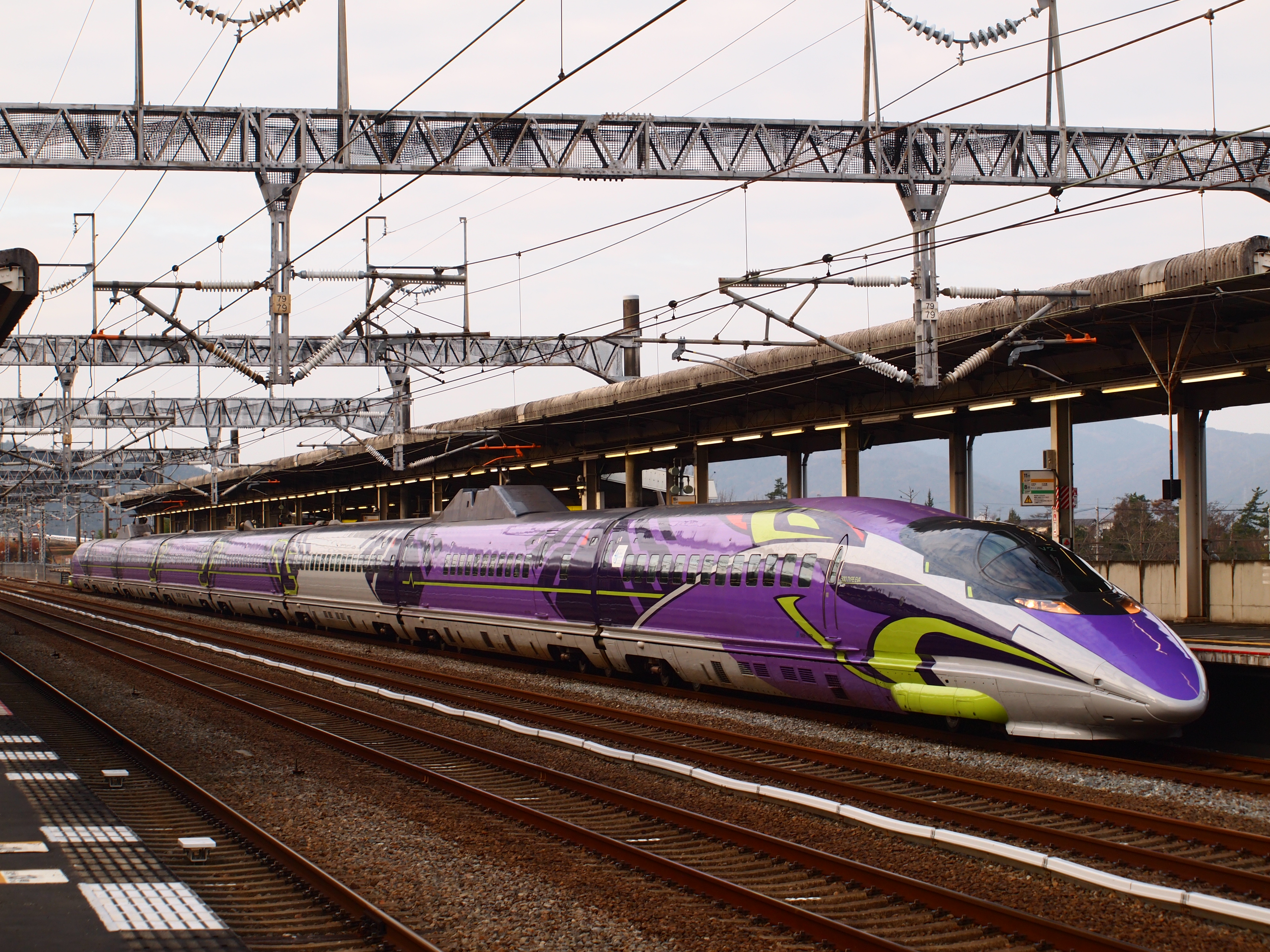
500系V2編組 500 TYPE EVA塗裝

新幹線戰士Z 500 TYPE EVA 
全長：26.5公尺
重量：110公噸
駕駛員：碇真嗣
新幹線超進化研究所京都支部與特務機關NERV共同開發的新幹線戰士，使用武器為「高震動信號刀」，並具備使A.T.力場無效化之「反A.T.力場」能力。原型為新幹線500系7000番台V2編組「500 TYPE EVA」特別列車。初次登場於第二部第21話。

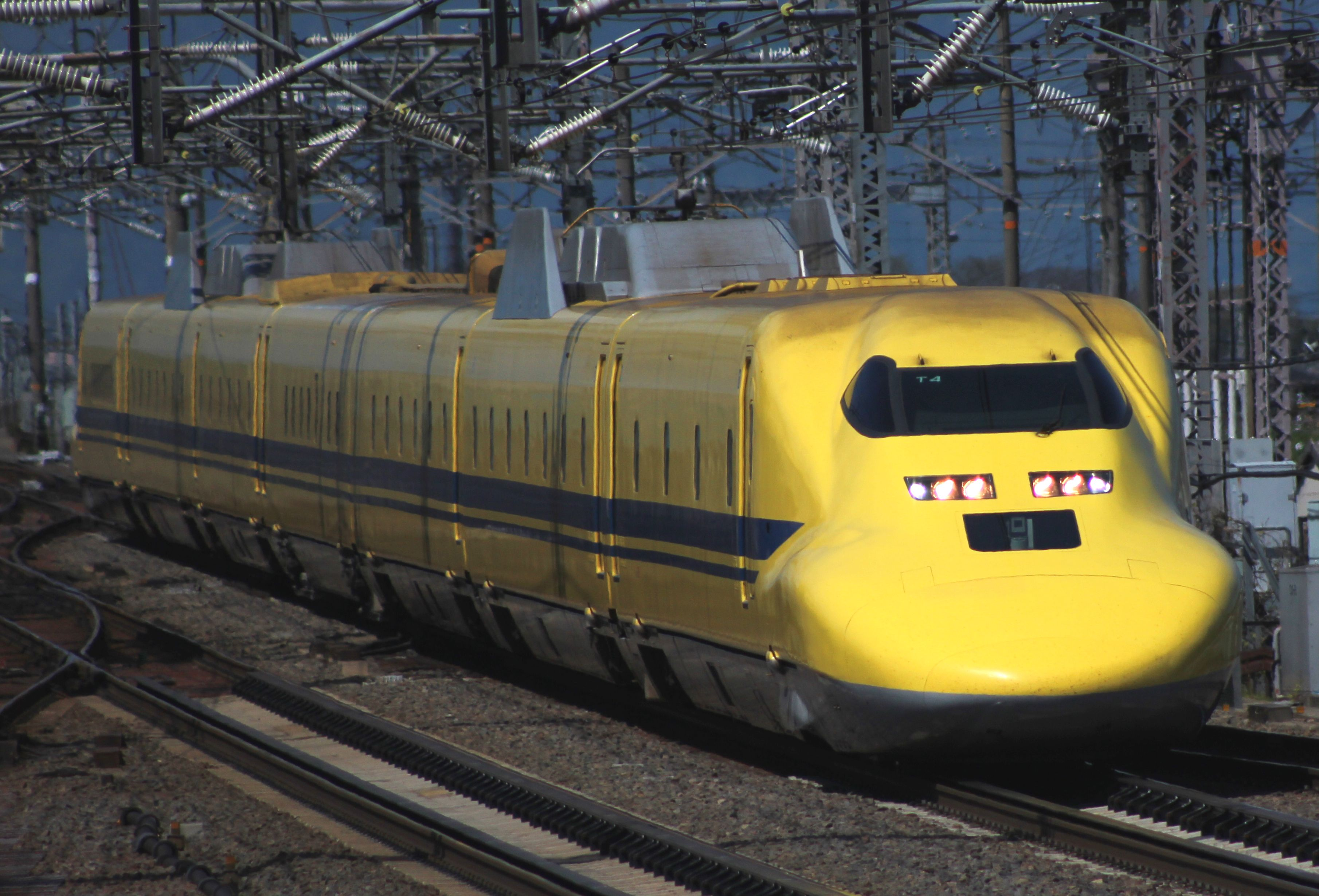
923型T4編組

新幹線戰士Z 黃醫生號
全長：26.5公尺
重量：110公噸
駕駛員：安城島風
全身配有武裝的超攻擊型新幹線戰士，使用武器為「尖軌聖劍」以及「路軌釘霰彈槍」，並配備「黃色飛翼」，使其能於空中滑翔；另於其新幹線模式之車廂中配備特殊檢測儀器「大深度地下檢測裝置」，能偵測並定位出行走區間附近地底的黑石。原型為新幹線923型T4編組。初次登場於第二部第19話片尾，正式登場於第22話。
新幹線戰士Z 黃醫生號 Z保線模式
全長：28.5公尺
重量：225公噸
新幹線戰士Z 黃醫生號的強化型態，由Z 黃醫生號主機體加上額外二節中間車廂組成的強化機體，使用武器為「尖軌聖劍」、「路軌釘霰彈槍」以及「檢測導彈」，並於額部搭載掃描儀。初次登場於第23話。

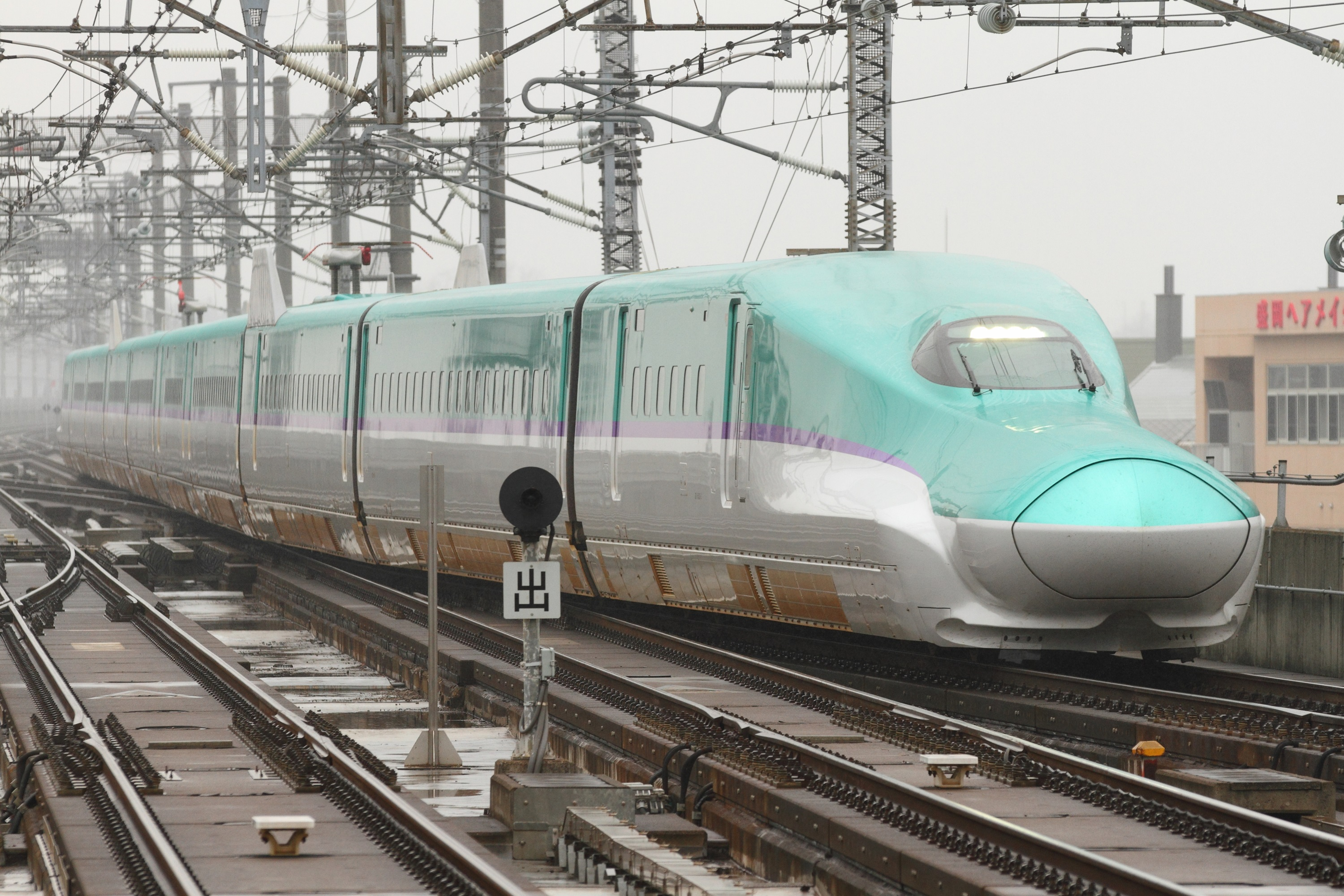
H5系

新幹線戰士Z H5隼號
全長：26.5公尺
重量：110公噸
駕駛員：月野梅德爾
為了於嚴寒環境下戰鬥而開發的新幹線戰士，使用武器為「信號燈機槍」，並配備道產護目鏡以及「樏盾」。原型為新幹線H5系。初次登場於第二部第28話。

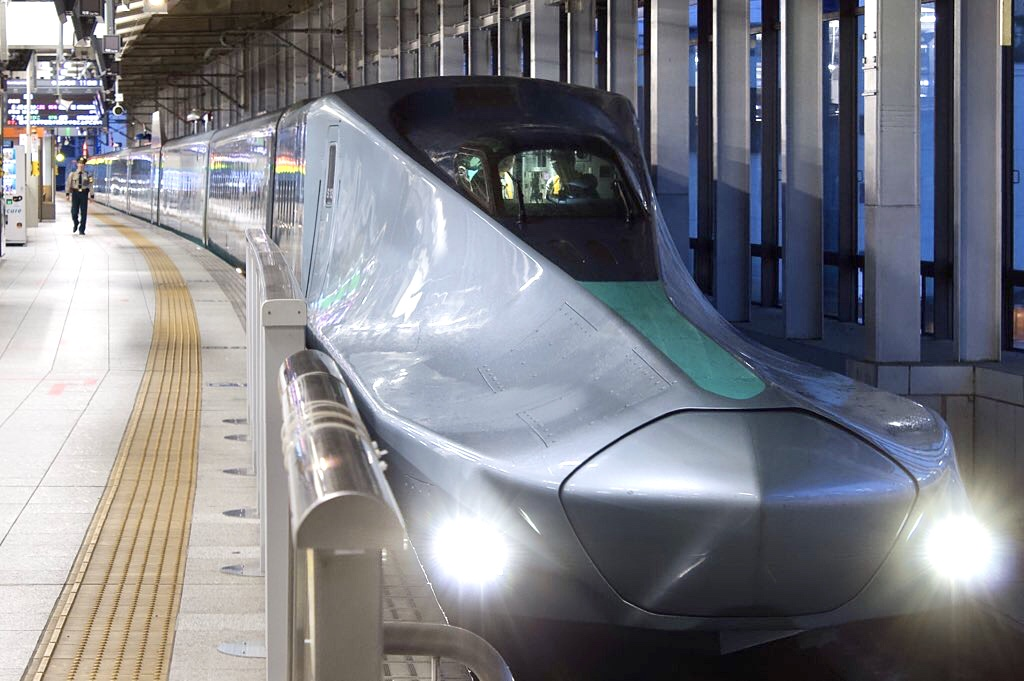
E956型ALFA-X

新幹線戰士Z ALFA-X
全長：26.5公尺
重量：115公噸
駕駛員：新多進
搭載最先進技術的次世代新幹線戰士Z，使用武器為「X大劍」、「X長槍」以及由「X加農炮」與「ALFA破壞炮」結合成的「ALFA-X巨炮」，並配備「ALFA飛翼」，使其能於空中滑翔。內建之「ALFA-X系統」可使與其合體之新幹線戰士Z或Z列車機體的性能增幅，當該系統發動時其臉部會被X字型之「X面具」覆蓋。原型為新幹線E956型。僅登場於後傳小說《山手危機》，動畫中未登場。
新幹線戰士Z N700S海鷗號
全長：26.5公尺
重量：110公噸
駕駛員：中洲山笠
結合800燕子號的色彩意象以及N700S希望號的高性能的最先進新幹線戰士，使用武器為「海鷗迴旋鏢」。原型為新幹線N700S系8000番台Y1編組。初次登場於後傳小說《復活的灰簾》第3話，動畫中未登場。
新幹線戰士Z 500 TYPE EVA-02 
全長：26.5公尺
重量：110公噸
駕駛員：惣流·明日香·蘭格雷
特務機關NERV以將新幹線戰士量產化為前提開發的新幹線戰士Z，使用武器為「高震動信號刀」、「剪票器步槍」以及兩把「2424式步槍」。原型為衍生自新幹線500系「500 TYPE EVA」特別列車的虛構EVA 2號機塗裝版本「500 TYPE EVA-02」。動畫中未登場。

## 超進化鐵道開發機構的新幹線戰士

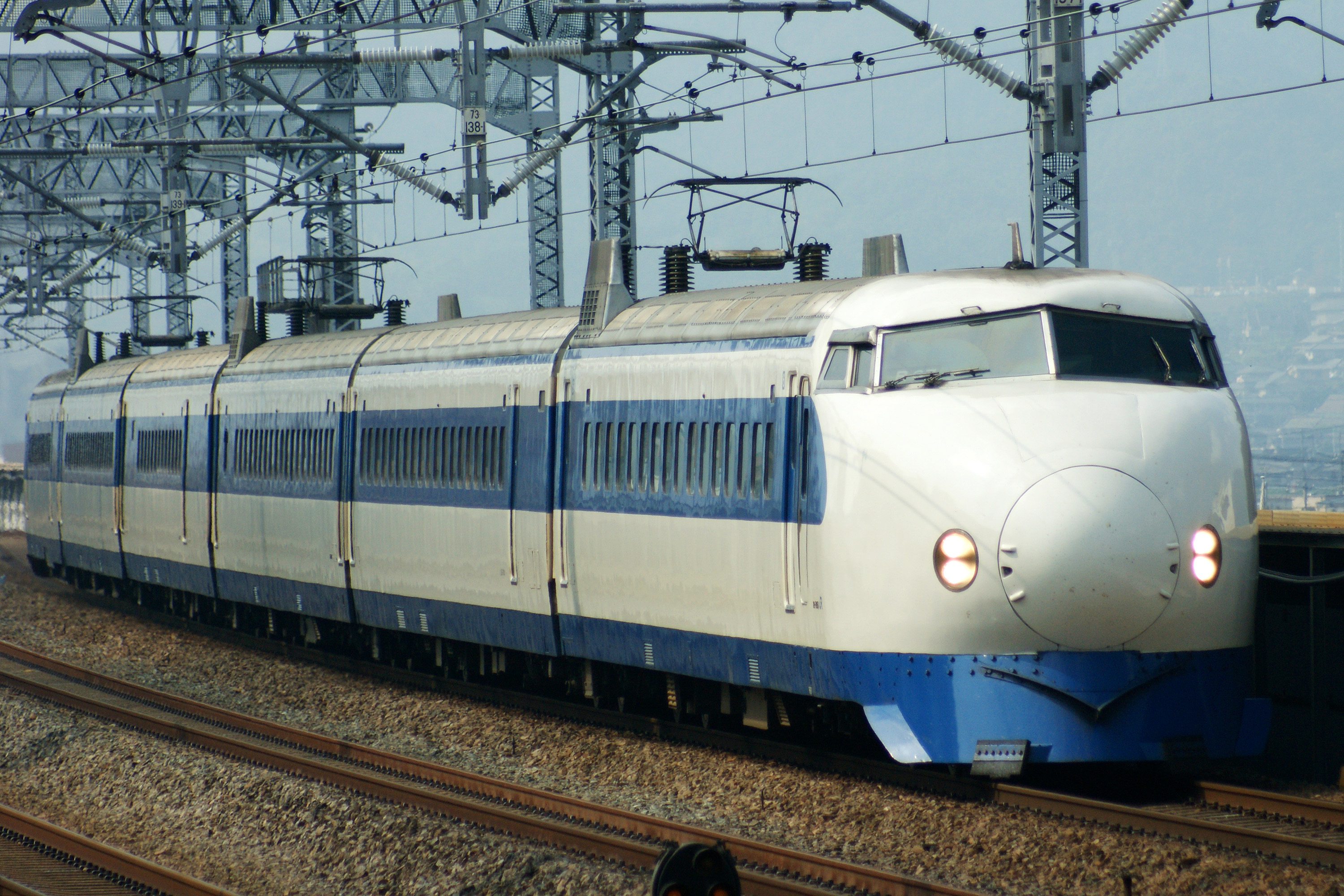
0系

新幹線戰士 E5隼號
全高：21公尺
全長：11公尺
重量：50公噸
駕駛員：大成太晴
由E5系新幹線隼號的先頭車變形而成的新幹線戰士。初次登場於第三部第1話，正式登場於第2話。
新幹線戰士 E6小町號
全高：21公尺
全長：11.5公尺
重量：47.5公噸
駕駛員：福爾登茜
由E6系新幹線小町號的先頭車變形而成的新幹線戰士。初次登場於第三部第6話。
新幹線戰士 E7光輝號
全高：21公尺
全長：10.5公尺
重量：55公噸
駕駛員：九頭龍良太
由E7系新幹線光輝號的先頭車變形而成的新幹線戰士。初次登場於第三部第4話。
新幹線戰士 N700S希望號
全高：21公尺
全長：10.5公尺
重量：50公噸
駕駛員：魚虎天
由N700S系新幹線希望號的先頭車變形而成的新幹線戰士。初次登場於第三部第8話。
新幹線戰士 H5隼號
全高：21公尺
全長：11公尺
重量：50公噸
駕駛員：五稜郭紫苑
由H5系新幹線隼號的先頭車變形而成的新幹線戰士。初次登場於第三部第9話。
新幹線戰士 E8翼號
全高：21公尺
全長：11.5公尺
重量：47.5公噸
駕駛員：最上伽瑪
由E8系新幹線翼號的先頭車變形而成的新幹線戰士。初次登場於第三部第14話，正式登場於第15話。
新幹線戰士 N700S海鷗號
全高：21公尺
全長：10.5公尺
重量：50公噸
駕駛員：海風九十九
由N700S系新幹線海鷗號的先頭車變形而成的新幹線戰士。初次登場於第三部第20話。
新幹線戰士 500回聲號
全高：21公尺
全長：13公尺
重量：50公噸
駕駛員：西大路大和
由500系新幹線回聲號的先頭車變形而成的新幹線戰士。初次登場於第三部第24話。
新幹線戰士 零號
全高：21公尺
全長：9.6公尺
重量：60公噸
駕駛員：工部零時
由0系新幹線的先頭車變形而成的新幹線戰士，為超進化鐵道開發機構最初的新幹線戰士。使用武器為「零系刀」，可以二刀流或是以握柄連結的兩種狀態使用。初次登場於第三部第3話，正式登場於第26話。
新幹線戰士 黃醫生號
全高：21公尺
全長：11.5公尺
重量：50公噸
駕駛員：梔子森戶
由新幹線923型黃博士的先頭車和後尾車分別變形而成的新幹線戰士。使用武器為探測刀。
新幹線戰士 巨型黃醫生號
全高：29.5公尺
全長：9公尺
重量：155公噸
新幹線戰士黃博士真正的型態，由黃博士的先頭車、中間車和後尾車三輛合體而成。使用武器為巨大探測刀，並配備巨型保線盾牌以及檢測感應器。

## 敵方的新幹線戰士

### 基多拉爾薩斯的新幹線戰士
黑色新幹線戰士
全長：26.5公尺
重量：100公噸
駕駛員：青龍（第55話後為人類姿態）
伊邪交予基多拉爾薩斯族的新幹線戰士，由因實驗事故而來到地底世界的超進化研究所試驗機體「新幹線戰士E2」改造而成。新幹線模式為黑色新幹線，屬於可能夠飛行之新幹線戰士的其中之一（僅限模式轉換後）。使用武器為「暗黑閘口斬擊劍」、「暗黑平交道射擊槍」、「暗黑車輪金鋼鑽」、「暗黑欄杆手裡劍」，必殺技為「死亡能量炮」。
初次登場於第5話片頭，正式登場於第18話。
第53話起由新幹線超進化研究所大宮支部暫時保管，第55話起正式加入大宮支部。
黑色新幹線戰士 
黑色新幹線戰士於第24話登場的新型態。
全長：18.5公尺
重量：195公噸
必殺技為「龍騎兵路軌攻擊」。初次登場於第24話，正式登場於第25話。
黑色新幹線戰士 
黑色新幹線戰士於第25話登場的新型態。
全長：29公尺
重量：150公噸
使用武器為「暗黑閘口斬擊劍」、「暗黑平交道射擊槍」、「暗黑車輪金鋼鑽」、「暗黑欄杆手裡劍」、「暗黑飛龍噴射拳」、「暗黑飛彈群」，配備「暗黑燕子飛翼」，必殺技為「地獄能量炮」。初次登場於第25話。
黑色新幹線戰士 
全長：26.5公尺
重量：100公噸
駕駛員：青龍（人類姿態）
第55話貝克進入黑色新幹線戰士後使其覺醒產生的全新型態，全身染成紅色、眼睛顏色由桃紅轉變為綠色、駕駛艙背景中軌道的顏色由原先類似奈米機器軌道的紫紅色轉變為光線路軌的藍綠色，且其持有之暗黑進化裝備的語音轉變為與超進化研究所之進化裝備同款之語音。此型態的黑色新幹線戰士速度增快為原本的三倍，劍技也大幅提升，甚至凌駕於狂戰士模式之上。使用武器為暗黑閘口斬擊劍紅」，必殺技為「超級暗黑閘口斬擊劍」和「死亡能量炮」。新幹線模式為沒有黑色粒子包覆的黑色新幹線。初次登場於第55話。
第69話因蒼玉的計謀而遭到暗黑號編號機2-5號擊敗並退化回原本的黑色新幹線戰士，後於第76話決戰時再度進化並與新幹線戰士E5隼號MkII進行極限交錯合體，劇場版於瓦爾哈蘭決戰時與暗黑魔王號進行極限交錯合體。
第二部第24話中伴隨著青龍回歸大宮支部而再次登場，於模擬戰鬥中與大宮支部所屬的三台新世代新幹線戰士Z機體對戰。
黑色新幹線戰士奧加
全長：28公尺
重量：135公噸
駕駛員：麒麟（第71話-第76話）→蒼玉（劇場版前段）→白虎（劇場版後段）
倉敷重工所有，新幹線模式為神秘新幹線，由麒麟設計，再由伊邪建造完成，構造與新幹線戰士E5隼號MkII和N700S希望號同為三輛變形。屬於三機可能夠進行超越交叉合體的新幹線戰士的其中之一，同時屬於可能夠飛行之新幹線戰士的其中之一（僅限模式轉換後及極限交錯合體時），武器為「「暗黑如意狼牙棒」，配備能夠放出電流的「雷角」，以及鳥型無人機器人「暗黑獵鷹」，可分解成為飛昇模式與極限交錯合體之合體配件。登場初期頭部被「暗黑魔王面具」遮蓋，其駕駛艙背景中軌道的顏色原為類似奈米機器軌道的紫紅色，白虎接收後則轉變為光線路軌的藍綠色。初次登場於第65話，正式登場於第71話。
黑色新幹線戰士奧加 飛昇模式
全長：28公尺
重量：160公噸
黑色新幹線戰士奧加於第73話登場的新型態。配備「避雷針劍」、「雷電飛翼」以及六顆「車輪鼓」。必殺技為由避雷針劍吸收大氣中的電能後再由雷角射出之「改正雷擊炮」。麒麟與蒼玉駕駛時頭部被暗黑魔王面具遮蓋，白虎駕駛時則無。初次登場於第73話。
黑色新幹線戰士奧加暗黑雷破型態（暫譯）
全長：不明
重量：不明
駕駛員：麒麟（第75話-第76話）
黑色新幹線戰士奧加飛昇模式的暗黑魔王面具被摧毀促使其釋放潛在神祕力量變形成的最終型態，必殺技為原本的雷角加上六顆車輪鼓強化後同時放電的「飛昇改正雷擊炮」。登場於第75話。
第76話被乘載著眾人之力量而強化的新幹線戰士E5 MkII超越交叉黑色新幹線戰士紅擊毀。劇場版中被瓦爾哈蘭重建，以飛昇模式之姿態登場，由蒼玉駕駛。在蒼玉的詭計被白虎識破後與白虎在岩手進行大戰，後被白虎接收，並以沒有被暗黑魔王面具覆蓋頭部之飛昇模式之姿態加入新幹線小隊與瓦爾哈蘭的戰鬥，後與黑色新幹線戰士紅進行極限交錯合體。

#### 量產型黑色新幹線戰士
量產型黑色新幹線戰士
全長：26.5公尺
重量：100公噸
駕駛員：暗黑貝克
黑色新幹線戰士的量產型複製體，由車長寶的黑化複製體「黑色車長寶」控制，1-5號及9、11、12號隸屬於蒼玉，其餘數十部隸屬於麒麟。外形酷似黑色新幹線戰士，惟部分塗裝改為銀色，且頭部被銀色骷髏面具遮蓋，右肩上寫着銀色的不同羅馬數字以作區分。第69話起代號定為「量產型黑色新幹線戰士」。
量產型黑色新幹線戰士10號
登場於第68話。神秘新幹線進入捕獲力場後釋放黑色粒子製成，後被新幹線戰士E5 MkII 超乘N700A擊毀。
量產型黑色新幹線戰士1、2、3、4、5號
登場於第69話。5輛量產型黑色新幹線戰士分別出現在不同地點，迫使5輛新幹線戰士分散行動。在黑色新幹線戰士紅擊毀1號後，另外4部聯合起來擊敗黑色新幹線戰士紅並將其奪去。
量產型黑色新幹線戰士6、7、8號
登場於第70話。後被新幹線戰士E3翼號與E3翼號鋼鐵飛翼同時攻擊而擊毀。
量產型黑色新幹線戰士9、11、12號
登場於第72話。後被新幹線戰士黃醫生號、N700A、800和三重合體4部聯合擊毀。
量產型黑色新幹線戰士13-15號、20號、50號、55號、不明
登場於第73話。13至15號首先於東京出現並與新幹線戰士E5隼號MkII、新幹線戰士E6小町號、新幹線戰士E7光輝號及新幹線戰士E3翼號進行交戰，另有包含20、50和55號在內的4部分別出現於函館、京都、名古屋與門司等地，分別與新幹線戰士H5隼號、新幹線戰士黃醫生號、新幹線戰士N700A希望號、新幹線戰士800燕子號及新幹線戰士托尼提號對峙，上述機體除了13號被前來支援的新幹線戰士923黃醫生號擊毀之外，其餘6部機體隨著第74話主戰場轉換至地底世界而撤退，之後下落不明。
量產型黑色新幹線戰士龍騎兵（暫稱）
登場於第73話。前述機體出現不久之後，數十部騎著銀色飛龍的機體於麒麟於新宿上空打開的通道中飛出，最終被暗黑狂霸號發射一記深淵衝擊炮全數擊毀。

### 鐵傲帝的新幹線戰士
闇黑新幹線戰士
全長：26.5公尺
重量：105公噸
駕駛員：碓冰阿布特
闇黑新幹線的新幹線戰士模式。使用武器為「遮斷矛」以及「天頂盾」，並配備「闇黑飛翼」使其能於空中滑翔。於機體中樞內設有一般新幹線戰士機體沒有之回路，可對其駕駛員的情感產生反應並與之融合，爆發出具毀滅性的強大力量。於第二部第8話中初次在阿布特的夢中出現，正式登場於第14話。於第37話被擊敗後被回收至超進化研究所大宮分部進行分析。
闇馬
全長：不明
重量：170公噸
由闇黑新幹線的中間車變形成的機器馬，可以從旁支援闇黑新幹線戰士、讓闇黑新幹線戰士騎在身上戰鬥，也能與其合體組成「闇黑新幹線戰士 半人馬形態」，或將各部位分解後裝在其身上組成「闇黑新幹線戰士 惡魔形態」。初次登場於第二部第14話。
闇黑新幹線戰士 半人馬形態
全長：28公尺
重量：275公噸
闇黑新幹線戰士的強化形態之一。將闇黑新幹線戰士以及闇馬合體，使闇黑新幹線戰士的機動力與戰鬥力更加強化。使用武器為「遮斷矛」以及兩把「闇黑衝擊炮」。初次登場於第二部第15話。
闇黑新幹線戰士 惡魔形態
全長：29.5公尺
重量：275公噸
闇黑新幹線戰士的強化形態之一，由闇黑新幹線戰士主體加上額外三節中間車廂組成的強化機體。使用武器為「惡魔加農砲」 以及將兩把「闇黑衝擊炮」改置於肩上形成之「惡魔龍卷風」，並同樣配備天頂盾與闇黑飛翼，必殺技為「惡魔光速能量砲」。於第二部第19話中初次被床次提及，正式登場於第30話。
闇黑新幹線戰士 絕對形態
全長：26.5公尺
重量：105公噸
第二部第37話阿布特成功控制住自己身上的托列蘭提亞後使闇黑新幹線戰士進化、全身化為銀白色之全新形態，使用武器為由遮斷矛轉化成之「絕對聖劍」，並配備分別由天頂盾以及闇黑飛翼轉化成之「絕對盾牌」以及「絕對飛翼」，必殺技為「絕對光速能量炮」。
絕對獨角獸
全長：不明
重量：170公噸
由白銀新幹線的中間車變形成的機器馬，可以從旁支援闇黑新幹線戰士 絕對形態、讓闇黑新幹線戰士騎在身上戰鬥，也能與其合體組成「闇黑新幹線戰士 絕對半人馬形態」，或將各部位分解後裝在其身上組成「闇黑新幹線戰士 絕對騎士形態」。初次登場於後傳小說《山手危機》，動畫中未登場。
闇黑新幹線戰士 絕對半人馬形態
全長：28公尺
重量：275公噸
闇黑新幹線戰士 絕對形態的強化形態之一，將闇黑新幹線戰士 絕對形態以及絕對獨角獸合體，使闇黑新幹線戰士 絕對形態的機動力與戰鬥力更加強化。使用武器為「絕對型態之劍」以及兩把由闇黑衝擊炮轉化成之「絕對衝擊炮」，並於額部加裝能量吸收裝置「獨角獸刺角」，可吸收雷電使其攻擊增幅。同樣配備「絕對飛翼」，但改置於腰部兩側而非原半人馬形態時闇黑飛翼之兩後腿上方。初次登場於後傳小說《山手危機》，動畫中未登場。
闇黑新幹線戰士 絕對騎士形態
全長：29.5公尺
重量：275公噸
闇黑新幹線戰士 絕對形態的強化形態之一，由闇黑新幹線戰士絕對形態主體加上額外三節中間車廂組成的強化機體。使用武器為由惡魔加農砲轉化成之「絕對加農砲」以及將兩把「絕對衝擊炮」改置於肩上形成之類似惡魔龍卷風的大砲，並同樣配備絕對盾牌與絕對飛翼，必殺技為自「獨角獸刺角」吸收雷電並由能量炮砲口放出之「騎士光速能量砲」。初次登場於後傳小說《山手危機》，動畫中未登場。

### Unknown的新幹線戰士
幻影新幹線戰士
全高：21公尺
全長：10.5公尺
重量：50公噸
駕駛員：大成伊奈
由黑色新幹線之一「幻影號」的先頭車變形而成的新幹線戰士。使用武器為「幻影匕首」、「幻影衝擊炮」以及「幻影護手」。三款裝備可結合成「幻影護手劍」。
初次登場於第三部第1話片頭，正式登場於第11話。
冥王新幹線戰士
全高：21公尺
全長：11.5公尺
重量：50公噸
駕駛員：工部零時
由黑色新幹線之一「冥王號」的先頭車變形而成的新幹線戰士。使用武器為兩把燃燒著火焰的大劍「蒼藍烈火」以及「朱紅烈火」。
初次登場於第三部第16話。
米尼阿得斯
蝙蝠型的Unknown，同時也是冥王新幹線戰士的支援機之一，可與雙頭犬合體成二輛編成的車輛型態。超鐵機將其代號定為Unknown23號。
原型為希臘神話人物彌倪阿得斯姊妹。初次登場於第三部第15話。
雙頭犬
雙頭犬型的Unknown，同時也是冥王新幹線戰士的支援機之一，可與米尼阿得斯合體成二輛編成的車輛型態。超鐵機將其代號定為Unknown24號。
原型為希臘神話。初次登場於第三部第16話。
冥王新幹線戰士 破滅形態
全高：22公尺
全長：14.5公尺
重量：100公噸
冥王新幹線戰士與米尼阿得斯以及雙頭犬合體後的型態。使用武器為「蒼藍烈火」、「朱紅烈火」以及雙叉爪。初次登場於第三部第18話。
另類新幹線戰士
全高：不明
全長：不明
重量：不明
駕駛員：比娜
比娜利用太晴至今為止的戰鬥數據建造出之最強形式的Unknown，外觀以及武裝皆與新幹線戰士E5隼號拖車形態完全相同，然而此機體係由Unknown38號的中心部分直接重組而成，並非實際由列車與支援車輛變形合體而成。使用武器為「另類陸運劍」。登場於第三部第39話。

## 支援車輛

### Z火車

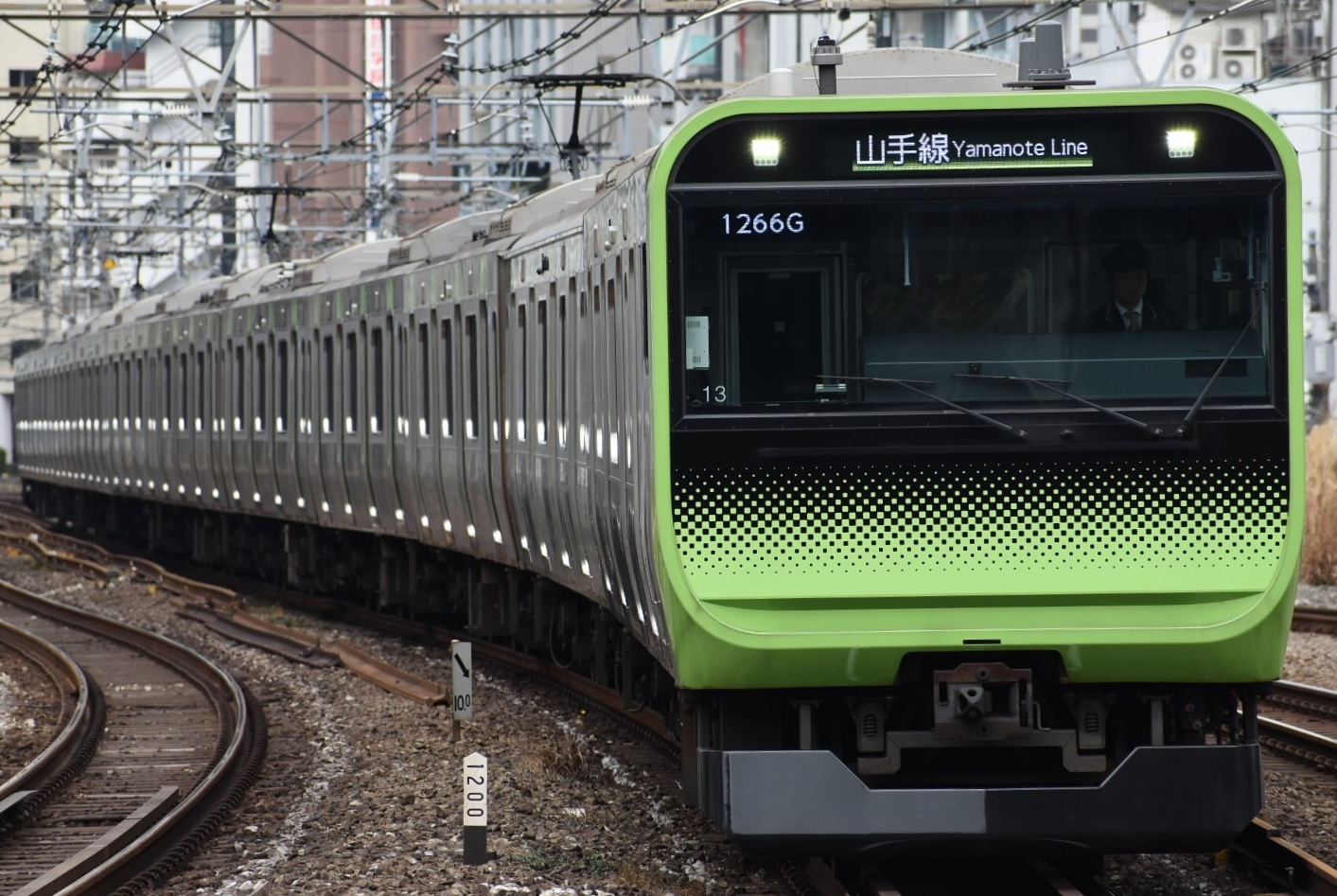
E235系

Z火車 E235山手線
裝備「山手斬擊劍」以及「月台閘門盾」、用於支援「新幹線戰士Z E5隼號」的手部強化型Z火車。存放於東京綜合車輛中心。對應之Z碼位於群馬縣碓冰川河床中的岩石上。原型為JR東日本E235系。初次登場於第二部第2話。
後傳小說《復活的灰簾》中為對應超究極Z合體系統而改造成為「Z火車 E235山手線 改善增結型」，新增可強化腿部之第二輛車體，並增備「山手鉤爪」以及「山手盾」。

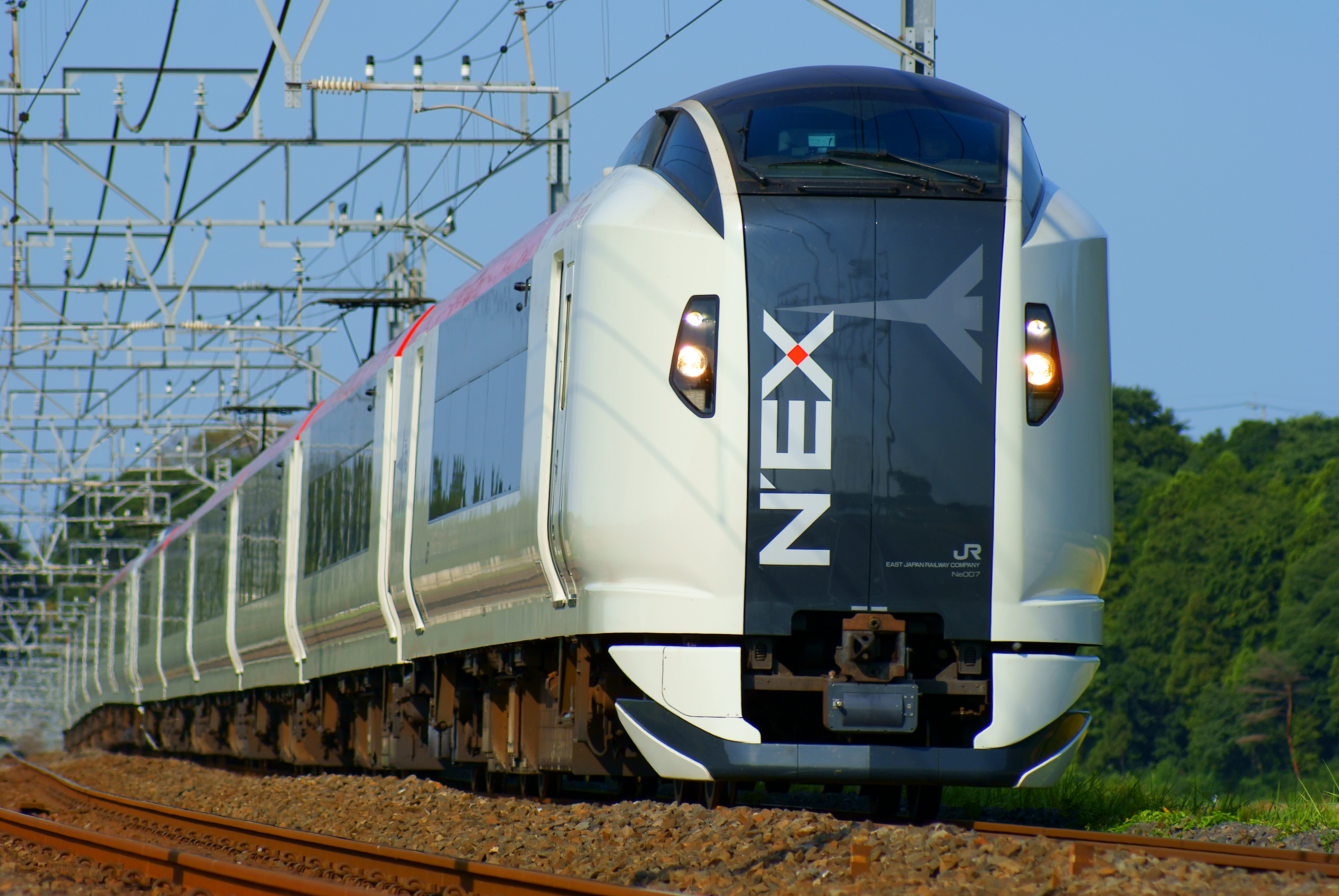
E259系

Z火車 E259N'EX
裝備「N'EX加農炮」、用於支援「新幹線戰士Z E6小町號」的腿部強化型Z火車。存放於盛岡車輛中心。對應之Z碼位於岩手縣盛岡市太田藥師神社旁的巨石上。原型為JR東日本E259系。初次登場於第二部第3話。
後傳小說《復活的灰簾》中為對應超究極Z合體系統而改造成為「Z火車 E259N'EX 改善增結型」，新增可強化手部之第二輛車體，並增備「N'EX導彈」以及「N'EX加特林槍」。

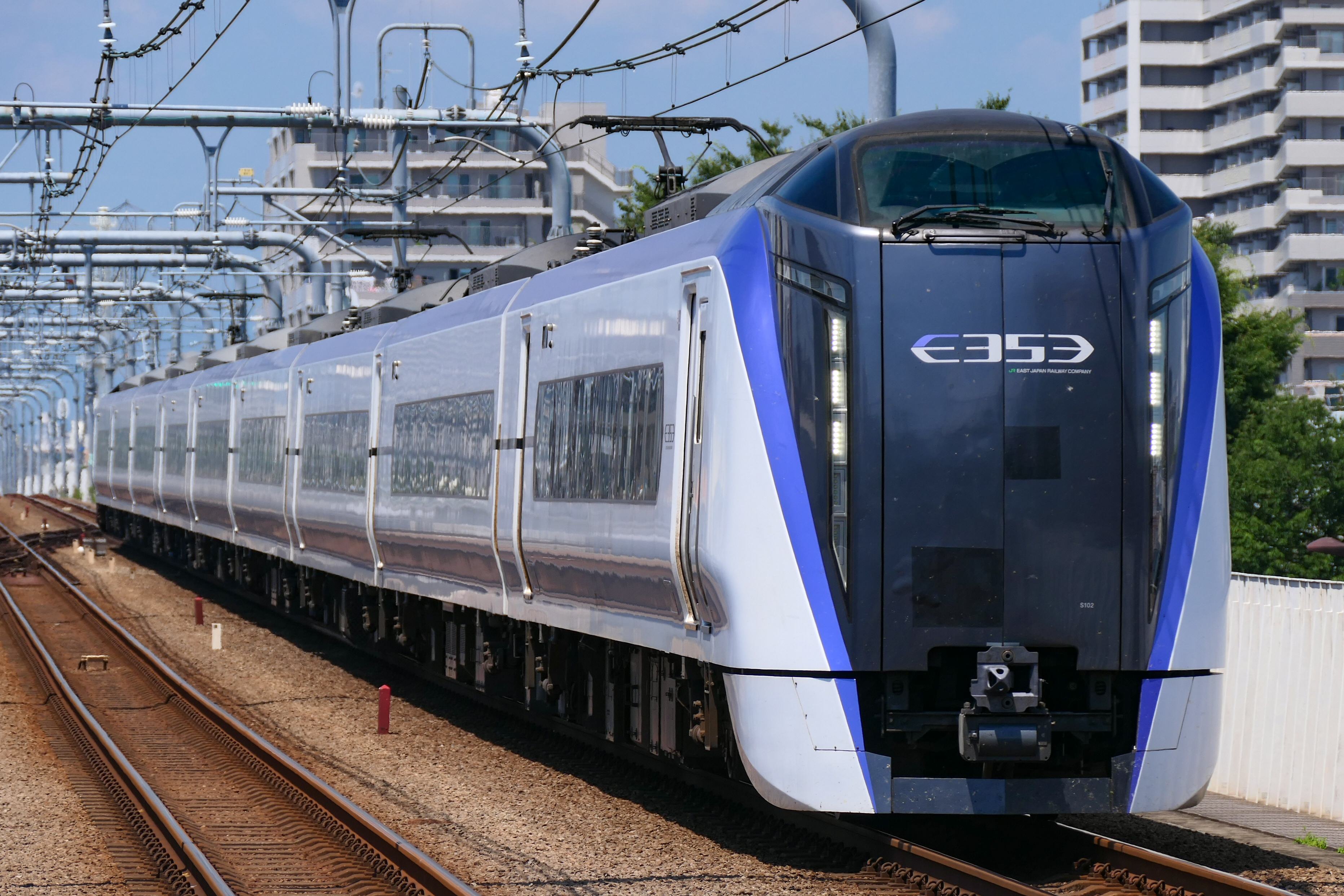
E353系

Z火車 E353梓號
裝備「梓號電鋸」以及「梓號斧頭」、用於支援「新幹線戰士Z E7光輝號」的手部強化型Z火車，內建之「氣壓懸吊系統」可使機體的力量增幅。對應之Z碼位於長野縣長野市戶隱山不動尊磨崖佛附近的石墩頂部。原型為JR東日本E353系。初次登場於第二部第6話。

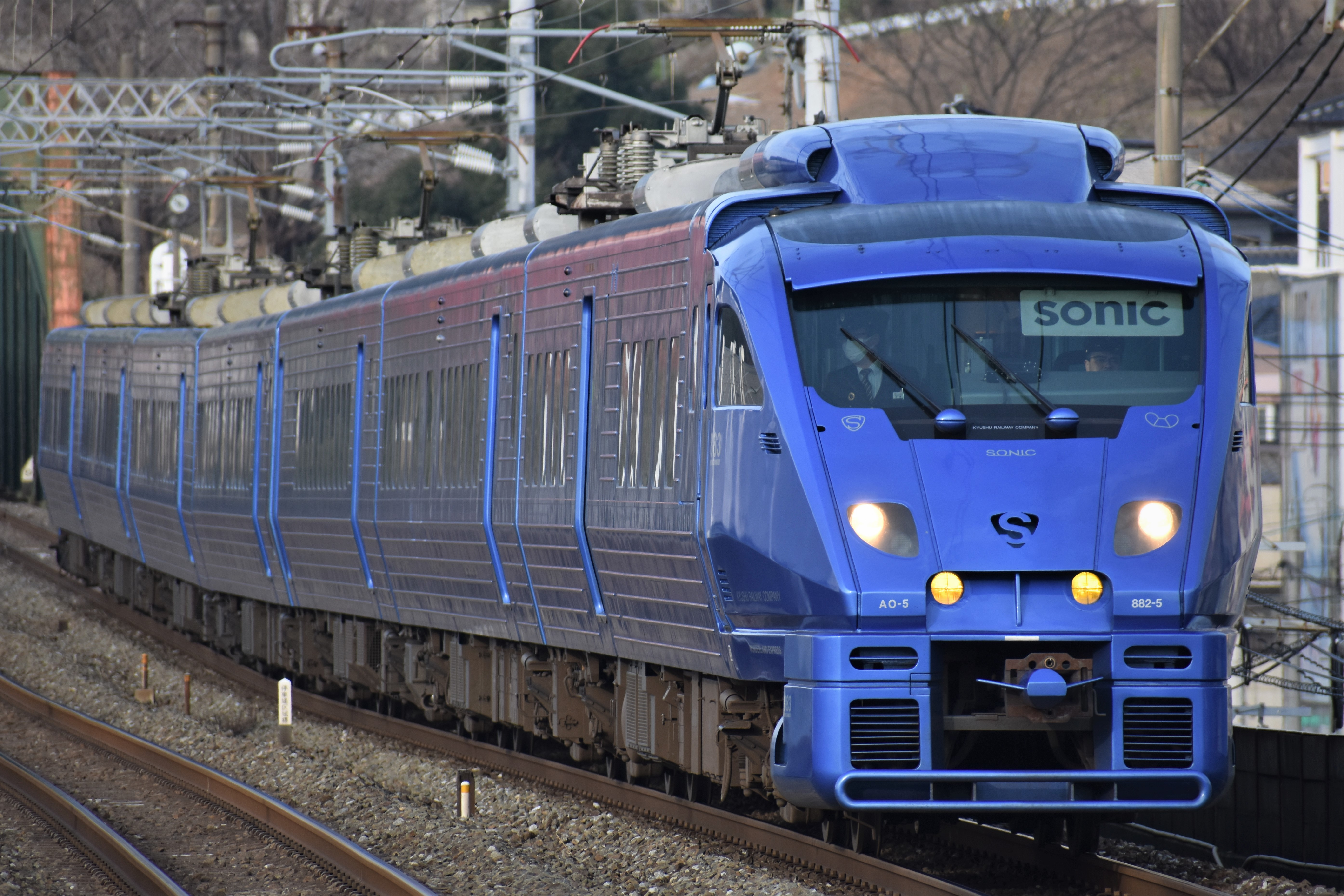
883系

Z火車 883音速號
裝備「音速弩槍」以及「音速噴射器」、用於支援「新幹線戰士Z 800燕子號」的腿部強化型Z火車。對應之Z碼為福岡縣太宰府市大宰府政廳遺跡由寶滿山上望去之整體輪廓。原型為JR九州883系。初次登場於第二部第9話。

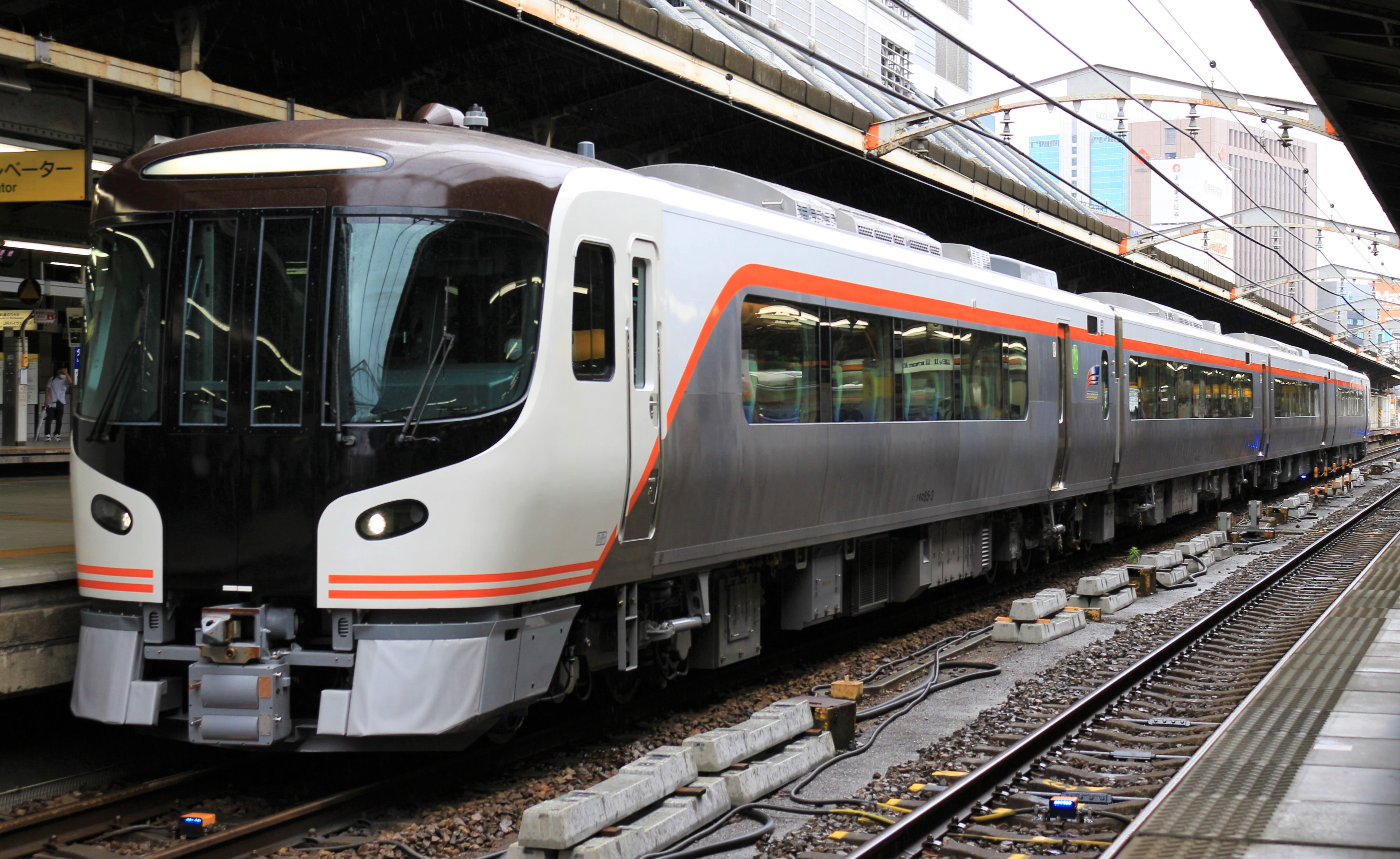
HC85系

Z火車 HC85飛驒號
裝備「飛驒混能劍」以及「飛驒號衝擊波」、用於支援「新幹線戰士Z N700S希望號」的二輛編成Z火車，可同時強化手部及腿部。對應之Z碼位於愛知縣犬山市博物館明治村中的拱橋橋墩上。原型為JR東海HC85系。初次登場於第二部第13話。

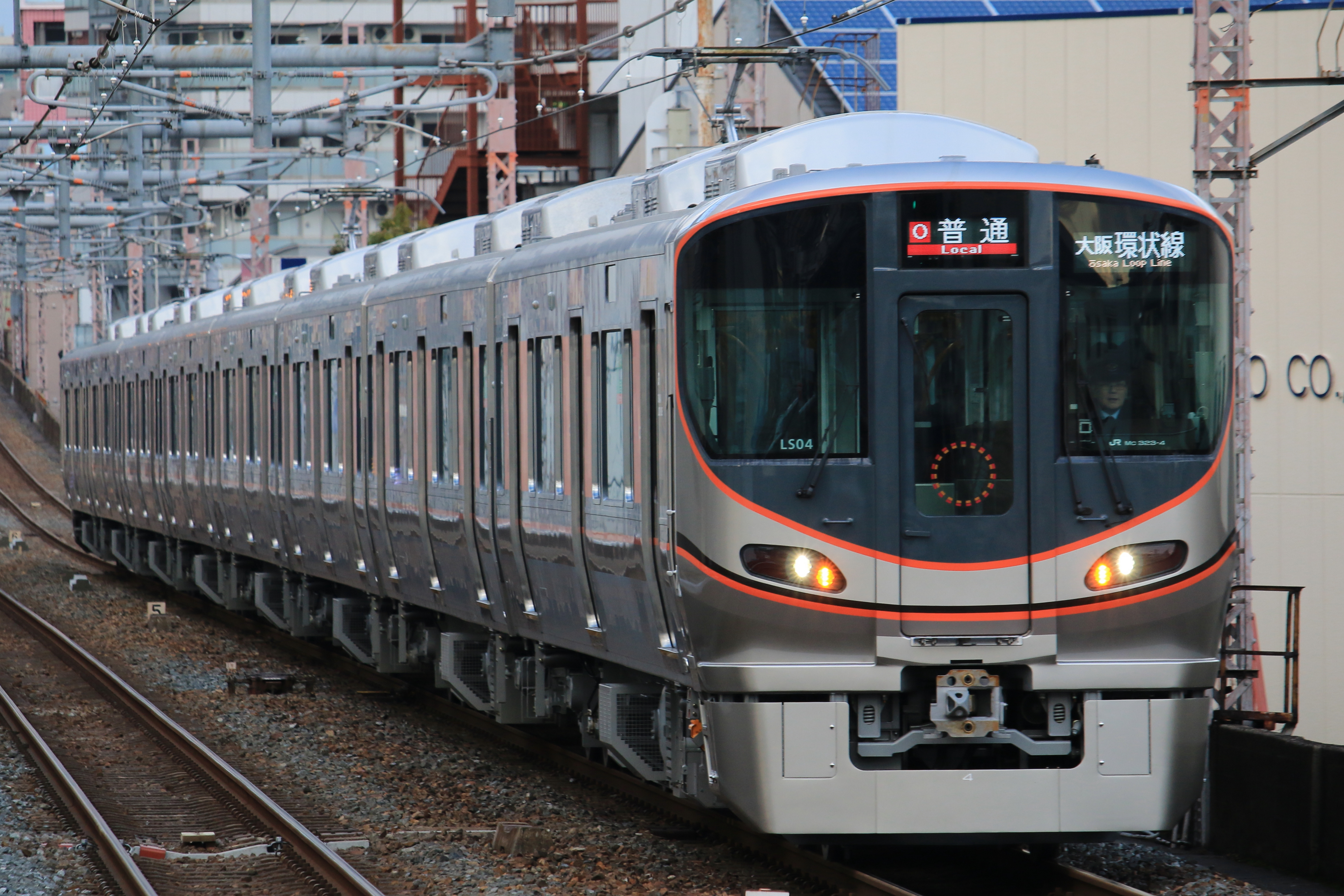
323系

Z火車 323大阪環狀號
裝備「大阪環狀劍」以及「大阪環狀護盾」、用於支援「新幹線戰士Z 500回聲號」的手部強化型Z火車。對應之Z碼位於京都府京都市電氣化鐵道事業發祥之地紀念碑上。原型為JR西日本323系。初次登場於第二部第19話。

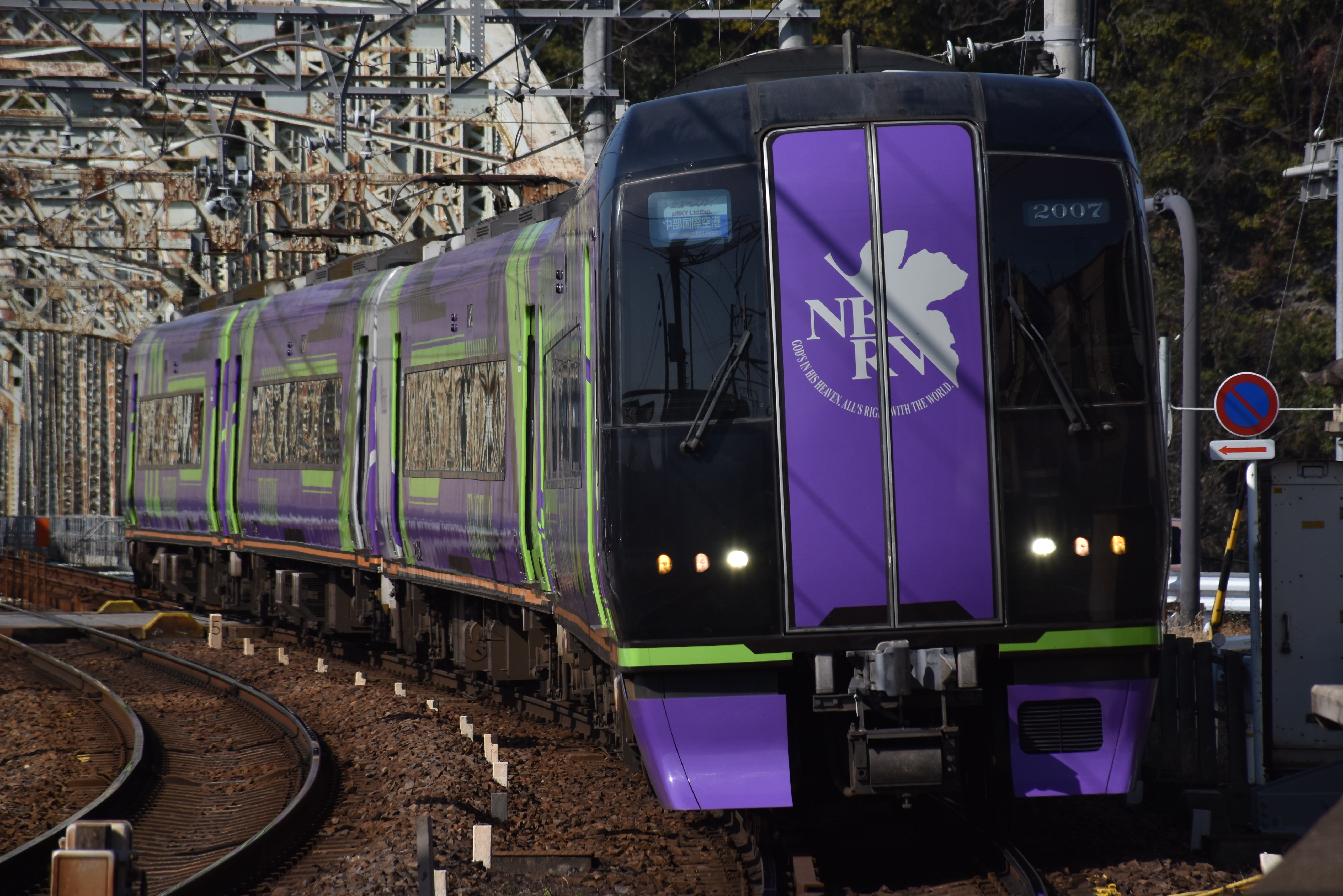
名鐵2000系EVA特別仕樣

Z火車 μ SKY TYPE EVA 
裝備「μ SKY劍」以及「μ SKY護盾」、用於支援「新幹線戰士Z 500 TYPE EVA」的手部強化型Z火車。對應之Z碼僅知位於愛知縣名古屋市，確切地點不明。原型為名鐵2000系之新世紀福音戰士特別塗裝，為本系列首臺以私鐵而非JR之車輛為原型的機體。初次登場於第二部第21話。

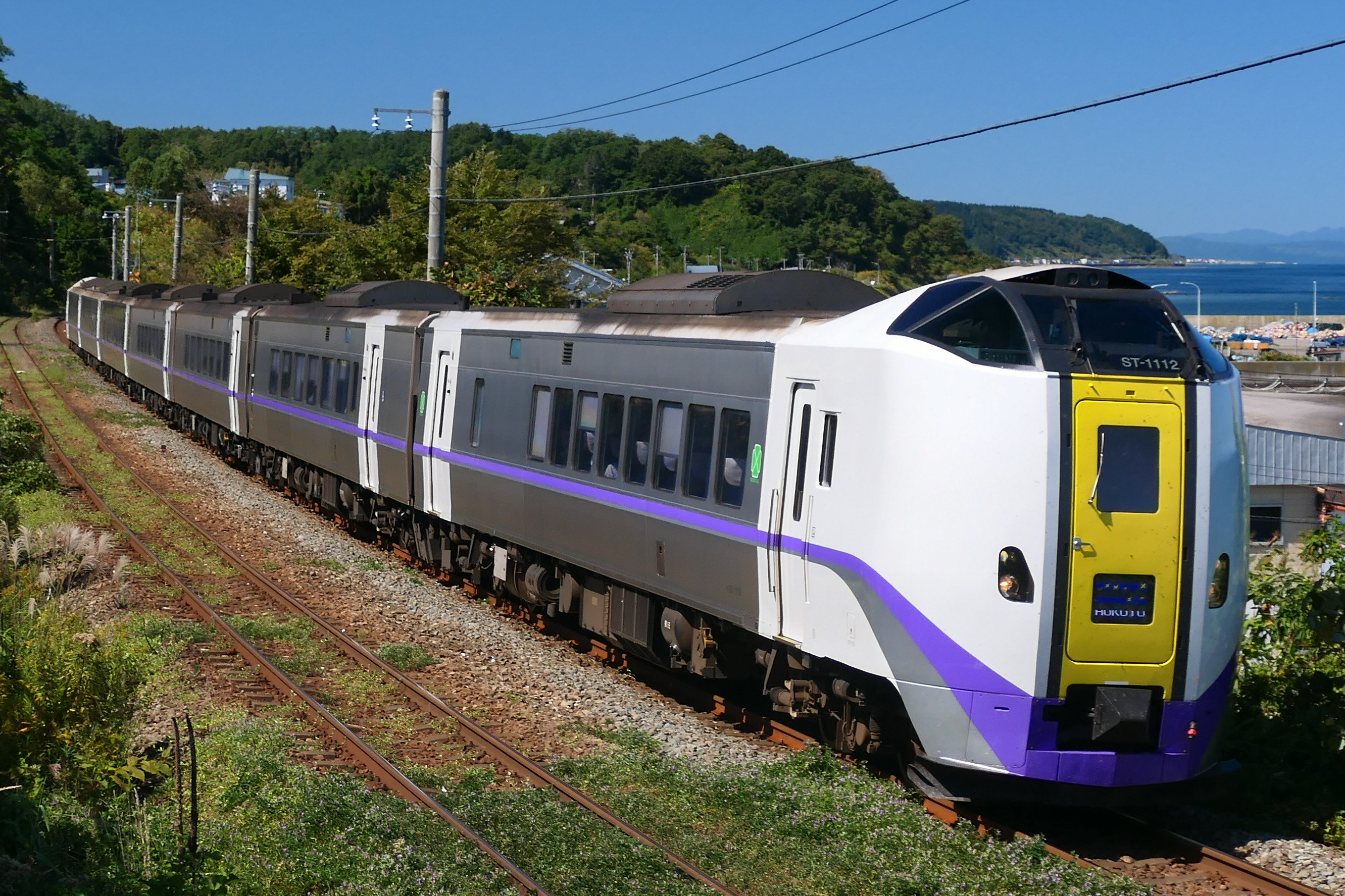
Kiha 261系

Z火車 261北斗號
裝備「北斗機槍」、用於支援「新幹線戰士Z H5隼號」的腿部強化型Z火車，腳部配備履帶以及滑雪板使其能夠於雪地上高速行走。對應之Z碼位於青森縣東津輕郡龍飛岬津輕海峽·冬景色歌謠碑上。原型為JR北海道Kiha 261系。初次登場於第二部第32話。

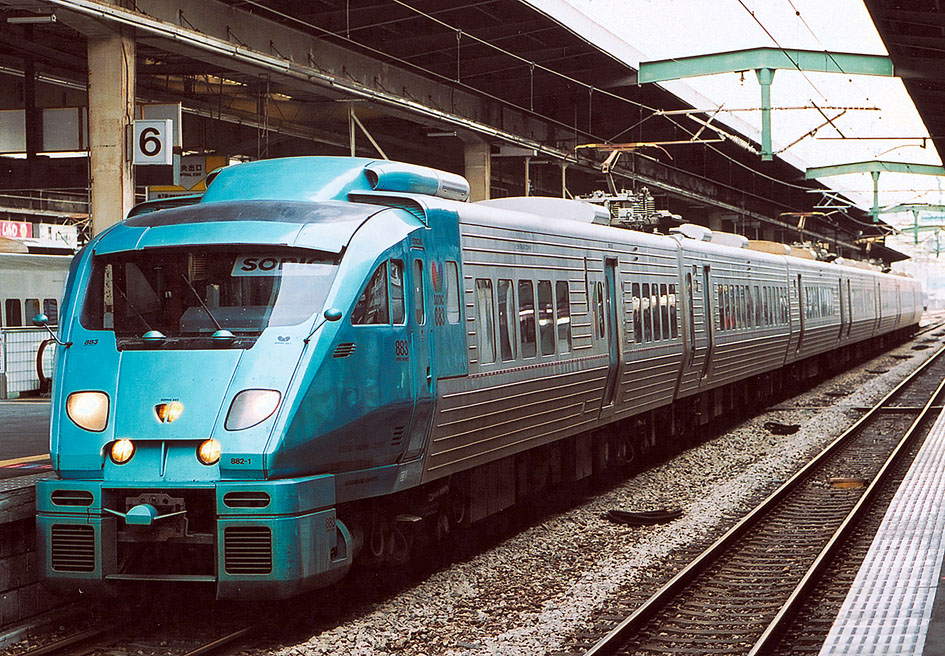
883系（舊塗裝）

Z火車 883音速日輪號
裝備「日輪弩槍」以及「日輪噴射器」、用於支援「新幹線戰士Z N700S海鷗號」的腿部強化型Z火車。原型為JR九州883系AO7編組的舊塗裝版本。初次登場於後傳小說《復活的灰簾》第3話，動畫中未登場。

### 超鐵機支援車
支援拖車
由載運新幹線進行陸上輸送用的大型拖車為原型開發而成的超鐵機支援車。
支援起重車
由貨運車站中裝卸貨櫃用的堆高機為原型開發而成的超鐵機支援車。
支援鑽地車
著眼於隧道工程以及挖掘作業用的大型重型機具的力量而開發而成的超鐵機支援車。
支援蒼藍運輸車
由載運新幹線進行陸上輸送用的大型拖車為原型開發而成的超鐵機支援車。
支援推土車
由在寒冷地帶活躍的除雪車為原型開發而成的超鐵機支援車。
支援無人機
參考自正在研發以用於檢查線路設備的無人機而開發而成的超鐵機支援車。
支援渡輪
參考自JR九州高速船「Queen Beetle」而開發而成的超鐵機支援車。
支援人機
由人型重型機具「零式人機」和鐵道工程車輛融合而成的「多功能鐵道重機」為原型開發而成的超鐵機支援車。

## 合體

### 連結合體
新幹線戰士E5連結E7
全長：27公尺
重量：110公噸
駕駛員：速杉隼人&大門山貫
新幹線戰士E5隼號和新幹線戰士E7光輝號的合體，使用武器為「閘口斬擊劍」（第43話時使用其強化版本「超級閘口斬擊劍」）和「超級車輪金鋼鑽」，必殺技為「金色能量炮」，初次登場於第8話。
新幹線戰士E5連結E6
全長：27公尺
重量：105公噸
駕駛員：速杉隼人&男鹿秋田
新幹線戰士E5隼號和新幹線戰士E6小町號的合體，使用武器為「超級閘口斬擊劍」和「超級平交道大炮」，必殺技為「金色能量炮」，初次登場於第9話。
新幹線戰士E5連結800
全長：27公尺
重量：110公噸
駕駛員：速杉隼人&大空零
新幹線戰士E5隼號和新幹線戰士800燕號的合體，使用武器為「超級閘口斬擊劍」和「集電弓箭」，必殺技為「金色能量炮」，另有將閘口斬擊劍裝置於800的集電弓箭上後射出之特殊招式。初次登場於第22話。
新幹線戰士E6連結E3
全長：26公尺
重量：100公噸
駕駛員：男鹿秋田＆月山忍
新幹線戰士E6小町號和新幹線戰士E3翼號的合體，使用武器為「超級欄杆手裡劍」，必殺技為「超級平交道大炮」，初次登場於第37話。

### 交叉合體
新幹線戰士E5交叉500
全長：31公尺
重量：180公噸
駕駛員：速杉隼人&速杉北斗
新幹線戰士E5隼號和新幹線戰士500回聲號的合體，由五節車廂組成，其中新幹線戰士E5隼號僅需一輛先頭車進行合體。使用武器為閘口斬擊劍與信號機矛槍之合體「閘口三叉戟」，必殺技為「超級金色能量炮」，初次登場於第26話。
新幹線戰士E5交叉黃醫生號
全長：38公尺
重量：275公噸
駕駛員：速杉隼人&清洲龍司
E5隼號與黃博士號的合體，由七節車廂組成，為唯一未配有手持武器的合體機體。兩位駕駛員的同步率誤差必須在0.2%以內否則無法合體。為解決過去E5交叉500使用必殺技後消耗大量電力的缺點，於背部搭載了能夠從大氣中吸收能源的「鐳射推進翼」裝置，必殺技為「究極金色能量炮」，初次登場於第47話。

### 三重合體
新幹線戰士三重合體
全長：28公尺
重量：140公噸
駕駛員：五橋銀、五橋城&霧島高虎
新幹線戰士700系列3輛機體的合體，使用武器為三機武器的合體「三一斧槍」，必殺技為「三一能量炮」，初次登場於第35話。
設定上又分為以希望號為主體的「希望形式」、光號鐵路之星為主體的「光形式」以及以瑞穗號為主體的「瑞穗形式」等三種形態，然而以光號鐵路之星為及瑞穗號為主體的合體從未在動畫中登場。

### 超越交叉合體
新幹線戰士E5MkII超乘黑色新幹線戰士紅
全長：30.5公尺
重量：250公噸
駕駛員：速杉隼人&青龍
新幹線戰士E5隼號MkII和黑色新幹線戰士紅的合體，使用武器為閘口劍鞘與兩把暗黑閘口斬擊劍紅的合體「超越交叉真紅磨床劍」，必殺技為「極限光速能量炮」，翅膀染色為桃紅色，頭盔為由暗黑狂霸號之頭盔改色成紅橙色系而成的暗黑朱紅號頭盔。初次登場於第65話。
新幹線戰士E5MkII超乘E6
全長：30.5公尺
重量：245公噸
駕駛員：速杉隼人&男鹿秋田
新幹線戰士E5隼號MkII和新幹線戰士E6小町號的合體，使用武器為「平交道射擊槍Mkll」以及其與閘口劍鞘的合體「閘口來福槍」，必殺技為「大曲金色能量炮」，翅膀染色為紅色，頭盔為E6小町號與上空偵察機獵鷹分解成頭盔配件後合體之頭盔。
初次登場於第66話。
新幹線戰士E5MkII超越交叉E7
全長：30.5公尺
重量：260公噸
駕駛員：速杉隼人&大門山貫
新幹線戰士E5隼號MkII和新幹線戰士E7光輝號的合體，使用武器為「閘口斬擊劍」和「車輪金鋼鑽Mkll」，其中後者可特化為，必殺技為「飯山光速能量炮」，翅膀染色為藍色，頭盔為E7光輝號與上空偵察機獵鷹分解成頭盔配件後合體之頭盔。初次登場於第67話。
新幹線戰士E5MkII超乘N700A
全長：30.5公尺
重量：250公噸
駕駛員：速杉隼人&清洲辰巳
新幹線戰士E5隼號MkII和新幹線戰士N700A希望號（辰巳駕駛時）的合體，配備「車止盾牌Mkll」和「進階手臂Mkll」，其中盾牌置於右手上，進階手臂則置於左手上，與N700A進階模式時的位置相反，由於E5 MkII已配備推進器，因此未再加裝背包推進器。使用武器為「閘口斬擊劍」和「飛龍噴射拳Mkll」（動畫中僅作為一般拳頭使用，翔龍鐵拳之發射構造並沒有發射），必殺技為「三河安城光速能量炮」，翅膀染色為亮黃色，頭盔為新幹線戰士N700A進昇模式同款之頭盔。初次登場於第68話。
新幹線戰士E5MkII超乘923黃醫生號
全長：30.5公尺
重量：250公噸
駕駛員：速杉隼人&速杉北斗
新幹線戰士E5隼號MkII和新幹線戰士923黃醫生號的合體，使用武器為「閘口斬擊劍」、「電磁軌道炮」以及兩者的合體「閘口長刀」（カイサツナギナタ，暫譯），必殺技為「三重金色能量炮」，翅膀染色為金橙色，頭盔為新幹線戰士923黃醫生號與上空偵察機獵鷹分解成頭盔配件後合體之頭盔。與其餘超越交叉合體不同，於背後加裝由923黃醫生號中間車殼組成、類似太陽能板之能量吸收裝置，可吸收能源並使其攻擊增幅。初次登場於第73話。
第73話被黑色新幹線戰士狂戰士模式斬斷右翼後受損，後於第75話再度合體。
新幹線戰士E5MkII超乘ALFA-X
全長：34.5公尺
重量：350公噸
駕駛員：速杉隼人&少年北斗
新幹線戰士E5隼號MkII和新幹線戰士ALFA-X（X模式之姿態）的合體，由八節車廂組成的巨無霸機體，為目前所有合體當中最大者。使用武器為將閘口斬擊劍與兩把車輛斬擊劍合體形成之「閘口軍刀」，必殺技為「終極光速能量炮」，翅膀染色為金黃色，頭盔為新幹線戰士ALFA-X X模式同款之頭盔，登場於劇場版。
由於構造較大，合體方式與其他超越交叉合體不同，機身中央以及兩腳踝分別增加了「強化鎧甲」以及「線性錨式煞車器」作為支撐結構，且使用X模式之手臂作為主要手臂構造，E5 MkII之手臂則置於機體後方用以支撐翅膀。
黑色新幹線戰士奧加超乘黑色新幹線戰士紅
全長：不明
重量：不明
駕駛員：白虎&青龍
黑色新幹線戰士奧加和黑色新幹線戰士紅的合體，使用武器為將兩把暗黑閘口斬擊劍紅分別裝在兩枝暗黑如意狼牙棒兩端形成的「暗黑可變軌距劍」，配備「雷角」、「避雷針劍」、「雷電飛翼」各一對、「車輪鼓」六顆，必殺技為「暗黑可變軌距劍」，頭盔為暗黑朱紅號之頭盔，翅膀沒有染色。登場於劇場版。
值得一提的是，雖然黑色新幹線戰士奧加公開同時公布的「黑色新幹線戰士奧加超乘黑色新幹線戰士紅」商品宣傳照中之造型較接近暗黑雷破型態，但實際在動畫中登場的造型較接近飛昇模式，暗黑雷破型態之造型反而並未出現。

### Z合體
新幹線戰士Z E5山手號
全長：26.5公尺
重量：116公噸
新幹線戰士Z E5隼號與Z火車E235山手線合體後的形態。將Z火車E235山手線變形後取代新幹線戰士Z E5隼號的手臂構造，使其攻擊力與防禦力更加強化。武器為將「車站聖劍」與「山手斬擊劍」結合而成的「山手線車站聖劍」。必殺技為由超進化能量砲發射出之「Z能量炮」，第二部第36話時新增其強化版本之必殺技「新光速能量炮」。初次登場於第二部第2話。
新幹線戰士Z E6 N'EX號
全長：27.5公尺
重量：118公噸
新幹線戰士Z E6小町號與Z火車E259N'EX號合體後的形態。將Z火車E259N'EX號變形後取代Z E6小町號的腿部構造，使狙擊力更加強化。武器為將「變壓變頻破壞炮」與「N'EX加農炮」結合而成的「N'EX變壓變頻破壞炮」。將N'EX加農炮裝於肩上即可轉換為「爆發模式」。初次登場於第二部第3話。
新幹線戰士Z E7梓號
全長：26.5公尺
重量：129公噸
新幹線戰士Z E7光輝號與Z火車E353梓號合體後的形態。將Z火車E353梓號變形後取代Z E7光輝號的手臂構造並增幅其力量，使破壞力更加強化。武器為將「高電壓斧」與「梓之斧」結合而成的「梓之高電壓斧」。初次登場於第二部第6話。
新幹線戰士Z 800音速號
全長：27.5公尺
重量：118公噸
新幹線戰士Z 800燕子號與Z火車883音速號合體後的形態。將Z火車883音速號變形後取代Z 800燕子號的腿部構造，使飛行性能更加強化。武器為將「集電弓苦無」與「音速弩槍」結合而成的「音速集電弓弩」。初次登場於第二部第9話。
新幹線戰士Z E5音速號
全長：不明
重量：不明
新幹線戰士Z E5隼號與Z火車883音速號合體後的形態。將Z火車883音速號變形後取代Z E5隼號的腿部構造，使E5隼號獲得飛行能力。初次登場於第二部第10話。
新幹線戰士Z N700S飛驒號
全長：27.5公尺
重量：131公噸
新幹線戰士Z N700S希望號與Z火車HC85飛驒號合體後的形態。將Z火車HC85飛驒號變形後取代Z N700S希望號的手臂及腿部構造，使格鬥性能更加強化。武器為將兩把「飛驒混能劍」結合而成的「飛驒混能薙刀」。初次登場於第二部第13話。
新幹線戰士Z 500大阪環狀號
全長：26.5公尺
重量：122公噸
新幹線戰士Z 500回聲號與Z火車323大阪環狀合體後的形態。將Z火車323大阪環狀變形後取代新幹線戰士Z 500回聲號的手臂構造，使其攻擊力與防禦力更加強化。武器為將「信號刀」與「大阪環狀劍」結合而成的「大阪環狀信號刀」。初次登場於第二部第19話。
新幹線戰士Z 500 μ SKY TYPE EVA 
全長：26.5公尺
重量：122公噸
新幹線戰士Z 500 TYPE EVA與Z火車μ SKY TYPE EVA合體後的形態。將Z火車μ SKY TYPE EVA變形後取代新幹線戰士Z TYPE EVA的手臂構造，使其攻擊力與防禦力更加強化。武器為將「高震動信號刀」與「μ SKY劍」結合而成的「μ SKY高震動信號刀」以及額外加裝的「分歧努斯之槍」。初次登場於第二部第21話。
新幹線戰士Z H5北斗號
全長：27.5公尺
重量：128公噸
新幹線戰士Z H5隼號與Z火車261北斗號合體後的形態。將Z火車261北斗號變形後取代Z H5隼號的腿部構造，使其性能更加強化。武器為將「信號燈機槍」與「北斗機槍」結合而成的「北斗油燈加特林槍」。初次登場於第二部第32話。
新幹線戰士Z E5 ALFA-X
全長：不明
重量：不明
新幹線戰士Z E5隼號與新幹線戰士Z ALFA-X合體後的形態。將新幹線戰士Z ALFA-X取代Z E5隼號的手臂及腿部構造，並藉由「ALFA-X系統」使其性能增幅。使用武器為將「車站聖劍」與「X大劍」結合而成的「大車站聖劍」、將兩把「X長槍」與「ALFA破壞炮」結合而成的「X鉤爪」以及將「X加農炮」改置於背後形成之「隧道X加農炮」，配備「ALFA飛翼」以及「X面具」，必殺技為「Z能量炮」。動畫中未登場。
闇黑新幹線戰士 絕對形態 ALFA-X
全長：不明
重量：不明
駕駛員：碓冰阿布特、新多進
闇黑新幹線戰士 絕對形態與新幹線戰士Z ALFA-X合體後的形態。將新幹線戰士Z ALFA-X取代闇黑新幹線戰士 絕對形態的手臂及腿部構造，並藉由「ALFA-X系統」使其性能增幅。使用武器為「絕對聖劍」、「絕對加農砲」以及兩把「絕對衝擊炮」，並配備「ALFA飛翼」以及「獨角獸刺角」，必殺技為「ALFA-X騎士光速能量炮」。僅登場於後傳小說《山手危機》，動畫中未登場。
新幹線戰士Z N700S音速日輪號
全長：27.5公尺
重量：113公噸
新幹線戰士Z N700S海鷗號與Z火車883音速日輪號合體後的形態。將Z火車883音速日輪號變形後取代Z N700S海鷗號的腿部構造，並將原腿部構造改置於背後成為「至尊推進器」，使其能於空中高速移動。使用武器為將「海鷗迴旋鏢」與「日輪弩槍」結合而成的「日輪海鷗弩槍」。初次登場於後傳小說《復活的灰簾》第3話，動畫中未登場。

#### 超Z合體
新幹線戰士Z E5黃醫生號
全長：29.5公尺
重量：275公噸
駕駛員：新多進、安城島風
新幹線戰士Z E5隼號與新幹線戰士Z 黃醫生號 Z保線模式合體後的形態。使用武器為將「車站聖劍」與「路軌釘霰彈槍」結合而成的「路軌釘磁軌砲」以及「隧道加農砲」，必殺技為「超Z光速能量炮」。初次登場於第二部第30話。

#### 雙重Z合體
新幹線戰士雙重Z型態 E5
駕駛員：新多進、大曲花火、戶隱大樹、中洲山笠
新幹線戰士Z E5隼號與Z火車E235山手線、E353梓號、E259N'EX號以及883音速號合體並裝備新幹線戰士Z 800燕子號之Z燕子飛翼後的形態。初次登場於第二部第41話。
闇黑新幹線戰士 雙重Z型態
駕駛員：碓冰阿布特、安城長良、嵐山銀河、月野梅德爾
闇黑新幹線戰士 絕對形態與Z火車HC85飛驒號、323大阪環狀號以及261北斗號合體後的形態。初次登場於第二部第41話。
必殺技為由兩者同時發射之「雙重Z光速能量炮」。

#### 超究極Z合體
新幹線戰士Z E5山手號 超究極型態
全長：28公尺
重量：122公噸
新幹線戰士Z E5隼號 改善型與Z火車E235山手線 改善增結型合體後的形態。武器為強化自山手線車站聖劍之「山手線雙重車站聖劍」，並於膝蓋以及腳尖皆配備「山手鉤爪」，左手原配備之閘門盾則以「山手盾」替代。必殺技為「超究極Z能量炮」。初次登場於後傳小說《復活的灰簾》第5話，動畫中未登場。
新幹線戰士Z E6N'EX號 超究極型態
全長：28公尺
重量：131公噸
新幹線戰士Z E6小町號 改善型與Z火車E259N'EX號 改善增結型合體後的形態。將Z火車E259N'EX號變形後取代Z E6小町號的腿部構造，使狙擊力更加強化。武器除了強化自N'EX變壓變頻破壞炮之「N'EX變壓變頻破壞炮改」外亦新增「N'EX導彈」以及「N'EX加特林槍」。必殺技為「變壓變頻全力爆擊」。初次登場於後傳小說《復活的灰簾》第5話，動畫中未登場。

### 支援合體
新幹線戰士 E5隼號 拖車形態
全高：22公尺
全長：11公尺
重量：65公噸
新幹線戰士E5隼號與支援拖車合體後的型態。使用武器為「陸運劍」，並配備「拖車羽翼」以及「重車盾」，必殺技為「光速能量炮」。初次登場於第三部第1話，正式登場於第2話。
新幹線戰士 E6小町號 起重車形態
全高：23.5公尺
全長：18.5公尺
重量：59公噸
新幹線戰士E6小町號與支援起重車合體後的型態。使用武器為「緊鎖槍」以及「固鎖破壞者」，並配備「高機動滾輪」。初次登場於第三部第1話，正式登場於第6話。
新幹線戰士 E7光輝號 鑽地車形態
全高：22.5公尺
全長：11.5公尺
重量：100公噸
新幹線戰士E7光輝號與支援鑽地車合體後的型態。使用武器為「雙重挖地鑽」，並配備「重裝胸甲」以及「重鑽腿甲」。初次登場於第三部第1話，正式登場於第4話。
新幹線戰士 N700S希望號 蒼藍運輸車形態
全高：22公尺
全長：10.5公尺
重量：65公噸
新幹線戰士N700S希望號與支援蒼藍運輸車合體後的型態。使用武器為「陸運刀」，並配備「陸運羽翼」以及「重車盾」。初次登場於第三部第7話。
新幹線戰士 H5隼號 推土車形態
全高：22.5公尺
全長：11.5公尺
重量：95公噸
新幹線戰士H5隼號與支援推土車合體後的型態。使用武器為「強力鐵臂」，並配備「推土胸甲」以及「推土腿甲」。初次登場於第三部第10話。
新幹線戰士 E8翼號 無人機形態
全高：22.5公尺
全長：17.5公尺
重量：52.5公噸
新幹線戰士E8翼號與支援無人機合體後的型態。使用武器為「黃蜂步槍」，並配備「無人機翼」。初次登場於第三部第15話。
新幹線戰士 N700S海鷗號 渡輪形態
全高：23公尺
全長：10.5公尺
重量：105公噸
新幹線戰士N700S海鷗號與支援渡輪合體後的型態。使用武器為「三胴彎刀」，並配備「海洋推進器」以及「甲板盾」。初次登場於第三部第20話。
新幹線戰士 E5隼號 鑽地車形態
全高：不明
全長：不明
重量：不明
新幹線戰士E5隼號與支援鑽地車合體後的型態。使用武器為「雙重挖地鑽」，並配備「重裝胸甲」以及「重鑽腿甲」。初次登場於第三部第22話。
新幹線戰士 500回聲號 人機形態
全高：23.5公尺
全長：18公尺
重量：60公噸
新幹線戰士500回聲號與支援人機合體後的型態。使用武器為「爆裂巨大士巴拿」。初次登場於第三部第24話。

### 三輛合體
新幹線戰士SRG E5•E6•E7
全高：29.5公尺
全長：25公尺
重量：155公噸
駕駛員：大成太晴、福爾登茜、九頭龍良太
新幹線戰士E5隼號、E6小町號和E7光輝號透過「SRG系統」合體後的型態。使用武器為「SRG陸運劍」。初次登場於第三部第18話。
新幹線戰士SRG E8•E6•E7
全高：不明
全長：不明
重量：不明
駕駛員：最上伽馬、弗爾登茜、九頭龍良太
新幹線戰士E8翼號、E6小町號和E7光輝號透過「SRG系統」合體後的型態。使用武器為「SRG黃蜂步槍」。初次登場於第三部第33話。
混沌新幹線戰士
全高：不明
全長：不明
重量：不明
駕駛員：工部零時、雛子
幻影新幹線戰士、冥王新幹線戰士與米尼阿得斯、雙頭犬合體後的型態。使用武器為「混沌加農炮」。初次登場於第三部第33話。
新幹線戰士 合體形態
全高：不明
全長：不明
重量：不明
駕駛員：大成太晴、梔子森戶
新幹線戰士E5隼號和巨型黃醫生號合體後的型態。使用武器為「道碴軌道炮」。必殺技為「合體光速能量炮」。初次登場於第三部第34話。

## 腳註
1. 1 2 3  E5、H5之「カイサツソード」和E5 MkII之「カイサツブレード」在香港版和台灣版中都翻譯為「閘口斬擊劍」，然而E5隼號的劍造型為有者銀色閘口造型劍柄的一般劍，刀刃顏色呈E5車身線條之「疾風粉紅」色；H5隼號劍造型為E5隼號相同，惟刀刃顏色因加裝夕張熱能系統而呈代表夕張特產-哈密瓜的橘色；至於E5 MkII的劍造型則類似日本武士刀，刀刃顏色同樣呈粉紅色，刀柄為金色，閘口造型則改為劍鞘的構造。另外劇場版的香港TVB版本亦將E5 MkII 超乘ALFA-X使用之「カイサツセーバー」譯為「閘口斬擊劍」（台灣版與香港公映版皆譯為「閘口軍刀」）。
2. 第37話中譯為「全力攻擊」。
3. ↑  依變形畫面中二機先頭車側的車窗數量判別。
4. 其名稱取自「車站」與「王者之劍」之合體字。
5. 其名稱取自鐵道用語「VVVF逆變控制系統」之諧音，其中「VVVF」為「Variable Voltage Variable Frequency」（變壓變頻）之縮寫。
6. 其名稱為新幹線戰士Z 500回聲號之使用武器「信號刀」與新世紀福音戰士武器「高震動粒子刀」之結合。
7. ↑  設定中稱作「ライジングカイセイサンダー」，但動畫第76話中麒麟仍以飛昇模式時之必殺技「カイセイサンダー」稱之。
8. ↑  部分官方宣傳以及Plarail「闇黑新幹線戰士絕對形態」商品示意圖中顯示絕對形態時其飛翼將改置於絕對獨角獸上而非機體本身，然而實際動畫中絕對形態本身仍裝有絕對飛翼。
9. 其名稱取自轉轍器之日文「分岐器」與新世紀福音戰士武器「朗基努斯之槍」之結合。
10. 1 2  此合體就構造而言更接近超Z合體而非一般之Z合體，且並未使用Z火車，但據官方敘述仍歸屬於Z合體，為Z合體中唯一之例外。

## 外部連結
- （日語）新幹線戰士官網上對於新幹線戰士機體的介紹頁面
- （日語）新幹線戰士官網上對於新幹線戰士Z機體的介紹頁面
- （日語）新幹線戰士 Change the World官網上對於新幹線戰士機體的介紹頁面